# فهرست سیارک‌ها (۱۶۰۰۱–۱۷۰۰۱)
فهرست سیارک‌ها (۱۶۰۰۱ - ۱۷۰۰۱) فهرست سیارک‌ها از ۱۶۰۰۱ تا ۱۷۰۰۱ است.
| نام   | نام انگلیسی      | تاریخ کشف       |
| ----- | ---------------- | --------------- |
| ۱۶۰۰۱ | 1999 AY21        | ۱۵ ژانویه ۱۹۹۹  |
| ۱۶۰۰۲ | Bertin           | ۱۵ ژانویه ۱۹۹۹  |
| ۱۶۰۰۳ | 1999 BX2         | ۱۹ ژانویه ۱۹۹۹  |
| ۱۶۰۰۴ | 1999 BZ3         | ۲۰ ژانویه ۱۹۹۹  |
| ۱۶۰۰۵ | 1999 BP7         | ۲۱ ژانویه ۱۹۹۹  |
| ۱۶۰۰۶ | 1999 BJ9         | ۲۲ ژانویه ۱۹۹۹  |
| ۱۶۰۰۷ | Kaasalainen      | ۲۰ ژانویه ۱۹۹۹  |
| ۱۶۰۰۷ | 1999 CV          | ۵ فوریه ۱۹۹۹    |
| ۱۶۰۰۹ | 1999 CM8         | ۱۳ فوریه ۱۹۹۹   |
| ۱۶۰۱۰ | 1999 CG14        | ۱۳ فوریه ۱۹۹۹   |
| ۱۶۰۱۱ | 1999 CM16        | ۶ فوریه ۱۹۹۹    |
| ۱۶۰۱۲ | Jamierubin       | ۱۰ فوریه ۱۹۹۹   |
| ۱۶۰۱۳ | Schmidgall       | ۱۰ فوریه ۱۹۹۹   |
| ۱۶۰۱۴ | Sinha            | ۱۰ فوریه ۱۹۹۹   |
| ۱۶۰۱۵ | Snell            | ۱۰ فوریه ۱۹۹۹   |
| ۱۶۰۱۶ | 1999 CB54        | ۱۰ فوریه ۱۹۹۹   |
| ۱۶۰۱۷ | Street           | ۱۲ فوریه ۱۹۹۹   |
| ۱۶۰۱۸ | 1999 CJ67        | ۱۲ فوریه ۱۹۹۹   |
| ۱۶۰۱۹ | Edwardsu         | ۱۲ فوریه ۱۹۹۹   |
| ۱۶۰۲۰ | Tevelde          | ۱۲ فوریه ۱۹۹۹   |
| ۱۶۰۲۱ | Caseyvaughn      | ۱۲ فوریه ۱۹۹۹   |
| ۱۶۰۲۲ | Wissnergross     | ۱۰ فوریه ۱۹۹۹   |
| ۱۶۰۲۳ | Alisonyee        | ۱۰ فوریه ۱۹۹۹   |
| ۱۶۰۲۴ | 1999 CT101       | ۱۰ فوریه ۱۹۹۹   |
| ۱۶۰۲۵ | 1999 CA104       | ۱۲ فوریه ۱۹۹۹   |
| ۱۶۰۲۶ | 1999 CM118       | ۱۳ فوریه ۱۹۹۹   |
| ۱۶۰۲۷ | 1999 DV1         | ۱۸ فوریه ۱۹۹۹   |
| ۱۶۰۲۸ | 1999 DC6         | ۱۷ فوریه ۱۹۹۹   |
| ۱۶۰۲۹ | 1999 DQ6         | ۲۰ فوریه ۱۹۹۹   |
| ۱۶۰۳۰ | 1999 FS3         | ۱۹ مارس ۱۹۹۹    |
| ۱۶۰۳۱ | 1999 FJ10        | ۲۰ مارس ۱۹۹۹    |
| ۱۶۰۳۲ | 1999 FU30        | ۱۹ مارس ۱۹۹۹    |
| ۱۶۰۳۳ | 1999 FT32        | ۲۴ مارس ۱۹۹۹    |
| ۱۶۰۳۴ | 1999 FW32        | ۲۴ مارس ۱۹۹۹    |
| ۱۶۰۳۵ | Sasandford       | ۲۴ مارس ۱۹۹۹    |
| ۱۶۰۳۶ | Moroz            | ۱۰ آوریل ۱۹۹۹   |
| ۱۶۰۳۷ | Sheehan          | ۱۰ آوریل ۱۹۹۹   |
| ۱۶۰۳۸ | 1999 GD18        | ۱۵ آوریل ۱۹۹۹   |
| ۱۶۰۳۹ | Zeglin           | ۱۵ آوریل ۱۹۹۹   |
| ۱۶۰۴۰ | 1999 GN18        | ۱۵ آوریل ۱۹۹۹   |
| ۱۶۰۴۱ | 1999 GM19        | ۱۵ آوریل ۱۹۹۹   |
| ۱۶۰۴۲ | 1999 GA20        | ۱۵ آوریل ۱۹۹۹   |
| ۱۶۰۴۳ | Yichenzhang      | ۶ آوریل ۱۹۹۹    |
| ۱۶۰۴۴ | Kurtbachmann     | ۶ آوریل ۱۹۹۹    |
| ۱۶۰۴۵ | 1999 HU2         | ۲۲ آوریل ۱۹۹۹   |
| ۱۶۰۴۶ | Gregnorman       | ۵ مه ۱۹۹۹       |
| ۱۶۰۴۷ | 1999 JG10        | ۸ مه ۱۹۹۹       |
| ۱۶۰۴۸ | 1999 JU23        | ۱۰ مه ۱۹۹۹      |
| ۱۶۰۴۹ | 1999 JS32        | ۱۰ مه ۱۹۹۹      |
| ۱۶۰۵۰ | 1999 JN35        | ۱۰ مه ۱۹۹۹      |
| ۱۶۰۵۱ | Bernero          | ۱۰ مه ۱۹۹۹      |
| ۱۶۰۵۲ | 1999 JX36        | ۱۰ مه ۱۹۹۹      |
| ۱۶۰۵۳ | Brennan          | ۱۰ مه ۱۹۹۹      |
| ۱۶۰۵۴ | 1999 JP55        | ۱۰ مه ۱۹۹۹      |
| ۱۶۰۵۵ | 1999 JQ56        | ۱۰ مه ۱۹۹۹      |
| ۱۶۰۵۶ | 1999 JN75        | ۶ مه ۱۹۹۹       |
| ۱۶۰۵۷ | 1999 JO75        | ۶ مه ۱۹۹۹       |
| ۱۶۰۵۸ | 1999 JP75        | ۶ مه ۱۹۹۹       |
| ۱۶۰۵۹ | Marybuda         | ۱۲ مه ۱۹۹۹      |
| ۱۶۰۶۰ | 1999 JZ89        | ۱۲ مه ۱۹۹۹      |
| ۱۶۰۶۱ | 1999 JQ117       | ۱۳ مه ۱۹۹۹      |
| ۱۶۰۶۲ | Buncher          | ۱۴ ژوئیه ۱۹۹۹   |
| ۱۶۰۶۳ | 1999 NV36        | ۱۴ ژوئیه ۱۹۹۹   |
| ۱۶۰۶۴ | 1999 RH27        | ۵ سپتامبر ۱۹۹۹  |
| ۱۶۰۶۵ | Borel            | ۱۱ سپتامبر ۱۹۹۹ |
| ۱۶۰۶۶ | 1999 RN39        | ۸ سپتامبر ۱۹۹۹  |
| ۱۶۰۶۷ | 1999 RA47        | ۷ سپتامبر ۱۹۹۹  |
| ۱۶۰۶۸ | Citron           | ۷ سپتامبر ۱۹۹۹  |
| ۱۶۰۶۹ | Marshafolger     | ۷ سپتامبر ۱۹۹۹  |
| ۱۶۰۷۰ | 1999 RB101       | ۸ سپتامبر ۱۹۹۹  |
| ۱۶۰۷۱ | 1999 RW125       | ۹ سپتامبر ۱۹۹۹  |
| ۱۶۰۷۲ | 1999 RE128       | ۹ سپتامبر ۱۹۹۹  |
| ۱۶۰۷۳ | Gaskin           | ۹ سپتامبر ۱۹۹۹  |
| ۱۶۰۷۴ | Georgekaplan     | ۹ سپتامبر ۱۹۹۹  |
| ۱۶۰۷۵ | Meglass          | ۹ سپتامبر ۱۹۹۹  |
| ۱۶۰۷۶ | Barryhaase       | ۹ سپتامبر ۱۹۹۹  |
| ۱۶۰۷۷ | Arayhamilton     | ۹ سپتامبر ۱۹۹۹  |
| ۱۶۰۷۸ | Carolhersh       | ۹ سپتامبر ۱۹۹۹  |
| ۱۶۰۷۹ | Imada            | ۹ سپتامبر ۱۹۹۹  |
| ۱۶۰۸۰ | 1999 RX184       | ۹ سپتامبر ۱۹۹۹  |
| ۱۶۰۸۱ | 1999 SR15        | ۳۰ سپتامبر ۱۹۹۹ |
| ۱۶۰۸۲ | 1999 TR5         | ۲ اکتبر ۱۹۹۹    |
| ۱۶۰۸۳ | Jorvik           | ۱۲ اکتبر ۱۹۹۹   |
| ۱۶۰۸۴ | 1999 TY18        | ۱۲ اکتبر ۱۹۹۹   |
| ۱۶۰۸۵ | Laffan           | ۳ اکتبر ۱۹۹۹    |
| ۱۶۰۸۶ | 1999 TF90        | ۲ اکتبر ۱۹۹۹    |
| ۱۶۰۸۷ | 1999 TR102       | ۲ اکتبر ۱۹۹۹    |
| ۱۶۰۸۸ | 1999 TJ121       | ۴ اکتبر ۱۹۹۹    |
| ۱۶۰۸۹ | Lamb             | ۷ اکتبر ۱۹۹۹    |
| ۱۶۰۹۰ | Lukaszewski      | ۷ اکتبر ۱۹۹۹    |
| ۱۶۰۹۱ | Malchiodi        | ۷ اکتبر ۱۹۹۹    |
| ۱۶۰۹۲ | 1999 TP171       | ۱۰ اکتبر ۱۹۹۹   |
| ۱۶۰۹۳ | 1999 TQ180       | ۱۰ اکتبر ۱۹۹۹   |
| ۱۶۰۹۴ | Scottmccord      | ۲ اکتبر ۱۹۹۹    |
| ۱۶۰۹۵ | 1999 TA249       | ۸ اکتبر ۱۹۹۹    |
| ۱۶۰۹۶ | 1999 US6         | ۲۹ اکتبر ۱۹۹۹   |
| ۱۶۰۹۷ | 1999 UE50        | ۳۰ اکتبر ۱۹۹۹   |
| ۱۶۰۹۸ | 1999 VR9         | ۹ نوامبر ۱۹۹۹   |
| ۱۶۰۹۹ | 1999 VQ24        | ۱۵ نوامبر ۱۹۹۹  |
| ۱۶۱۰۰ | 1999 VO30        | ۳ نوامبر ۱۹۹۹   |
| ۱۶۱۰۱ | Notskas          | ۳ نوامبر ۱۹۹۹   |
| ۱۶۱۰۲ | Barshannon       | ۴ نوامبر ۱۹۹۹   |
| ۱۶۱۰۳ | Lorsolomon       | ۵ نوامبر ۱۹۹۹   |
| ۱۶۱۰۴ | Stesullivan      | ۶ نوامبر ۱۹۹۹   |
| ۱۶۱۰۵ | Marksaunders     | ۱۴ نوامبر ۱۹۹۹  |
| ۱۶۱۰۶ | Carmagnola       | ۱۲ نوامبر ۱۹۹۹  |
| ۱۶۱۰۷ | Chanmugam        | ۲۷ نوامبر ۱۹۹۹  |
| ۱۶۱۰۸ | 1999 WV3         | ۲۸ نوامبر ۱۹۹۹  |
| ۱۶۱۰۹ | 1999 WH6         | ۲۸ نوامبر ۱۹۹۹  |
| ۱۶۱۱۰ | Paganetti        | ۲۸ نوامبر ۱۹۹۹  |
| ۱۶۱۱۱ | 1999 XT4         | ۴ دسامبر ۱۹۹۹   |
| ۱۶۱۱۲ | Vitaris          | ۵ دسامبر ۱۹۹۹   |
| ۱۶۱۱۳ | Ahmed            | ۶ دسامبر ۱۹۹۹   |
| ۱۶۱۱۴ | Alyono           | ۶ دسامبر ۱۹۹۹   |
| ۱۶۱۱۵ | 1999 XH25        | ۶ دسامبر ۱۹۹۹   |
| ۱۶۱۱۶ | Balakrishnan     | ۶ دسامبر ۱۹۹۹   |
| ۱۶۱۱۷ | 1999 XS29        | ۶ دسامبر ۱۹۹۹   |
| ۱۶۱۱۸ | Therberens       | ۷ دسامبر ۱۹۹۹   |
| ۱۶۱۱۹ | Bronner          | ۷ دسامبر ۱۹۹۹   |
| ۱۶۱۲۰ | Burnim           | ۷ دسامبر ۱۹۹۹   |
| ۱۶۱۲۱ | Burrell          | ۷ دسامبر ۱۹۹۹   |
| ۱۶۱۲۲ | Wenyicai         | ۷ دسامبر ۱۹۹۹   |
| ۱۶۱۲۳ | Jessiecheng      | ۷ دسامبر ۱۹۹۹   |
| ۱۶۱۲۴ | Timdong          | ۷ دسامبر ۱۹۹۹   |
| ۱۶۱۲۵ | 1999 XK86        | ۷ دسامبر ۱۹۹۹   |
| ۱۶۱۲۶ | 1999 XQ86        | ۷ دسامبر ۱۹۹۹   |
| ۱۶۱۲۷ | Farzan-Kashani   | ۷ دسامبر ۱۹۹۹   |
| ۱۶۱۲۸ | Kirfrieda        | ۷ دسامبر ۱۹۹۹   |
| ۱۶۱۲۹ | Kevingao         | ۷ دسامبر ۱۹۹۹   |
| ۱۶۱۳۰ | Giovine          | ۷ دسامبر ۱۹۹۹   |
| ۱۶۱۳۱ | Kaganovich       | ۷ دسامبر ۱۹۹۹   |
| ۱۶۱۳۲ | Angelakim        | ۷ دسامبر ۱۹۹۹   |
| ۱۶۱۳۳ | 1999 XC100       | ۷ دسامبر ۱۹۹۹   |
| ۱۶۱۳۴ | 1999 XE100       | ۷ دسامبر ۱۹۹۹   |
| ۱۶۱۳۵ | Ivarsson         | ۹ دسامبر ۱۹۹۹   |
| ۱۶۱۳۶ | 1999 XR109       | ۴ دسامبر ۱۹۹۹   |
| ۱۶۱۳۷ | 1999 XX116       | ۵ دسامبر ۱۹۹۹   |
| ۱۶۱۳۸ | 1999 XV119       | ۵ دسامبر ۱۹۹۹   |
| ۱۶۱۳۹ | 1999 XO120       | ۵ دسامبر ۱۹۹۹   |
| ۱۶۱۴۰ | 1999 XD125       | ۷ دسامبر ۱۹۹۹   |
| ۱۶۱۴۱ | 1999 XT127       | ۷ دسامبر ۱۹۹۹   |
| ۱۶۱۴۲ | Leung            | ۶ دسامبر ۱۹۹۹   |
| ۱۶۱۴۳ | 1999 XK142       | ۱۲ دسامبر ۱۹۹۹  |
| ۱۶۱۴۴ | Korsten          | ۱۵ دسامبر ۱۹۹۹  |
| ۱۶۱۴۵ | 1999 XP166       | ۱۰ دسامبر ۱۹۹۹  |
| ۱۶۱۴۶ | 1999 XW170       | ۱۰ دسامبر ۱۹۹۹  |
| ۱۶۱۴۷ | Jeanli           | ۱۰ دسامبر ۱۹۹۹  |
| ۱۶۱۴۸ | 1999 XG188       | ۱۲ دسامبر ۱۹۹۹  |
| ۱۶۱۴۹ | 1999 XS215       | ۱۴ دسامبر ۱۹۹۹  |
| ۱۶۱۵۰ | Clinch           | ۹ دسامبر ۱۹۹۹   |
| ۱۶۱۵۱ | 1999 XF230       | ۷ دسامبر ۱۹۹۹   |
| ۱۶۱۵۲ | 1999 YN12        | ۳۰ دسامبر ۱۹۹۹  |
| ۱۶۱۵۲ | 2000 AB          | ۱ ژانویه ۲۰۰۰   |
| ۱۶۱۵۴ | Dabramo          | ۱ ژانویه ۲۰۰۰   |
| ۱۶۱۵۵ | Buddy            | ۳ ژانویه ۲۰۰۰   |
| ۱۶۱۵۶ | 2000 AP39        | ۳ ژانویه ۲۰۰۰   |
| ۱۶۱۵۷ | Toastmasters     | ۵ ژانویه ۲۰۰۰   |
| ۱۶۱۵۸ | Monty            | ۵ ژانویه ۲۰۰۰   |
| ۱۶۱۵۹ | 2000 AK62        | ۴ ژانویه ۲۰۰۰   |
| ۱۶۱۶۰ | 2000 AZ66        | ۴ ژانویه ۲۰۰۰   |
| ۱۶۱۶۱ | 2000 AC68        | ۴ ژانویه ۲۰۰۰   |
| ۱۶۱۶۲ | 2000 AD68        | ۴ ژانویه ۲۰۰۰   |
| ۱۶۱۶۳ | Suhanli          | ۵ ژانویه ۲۰۰۰   |
| ۱۶۱۶۴ | Yangli           | ۵ ژانویه ۲۰۰۰   |
| ۱۶۱۶۵ | Licht            | ۵ ژانویه ۲۰۰۰   |
| ۱۶۱۶۶ | Jonlii           | ۵ ژانویه ۲۰۰۰   |
| ۱۶۱۶۷ | Oertli           | ۵ ژانویه ۲۰۰۰   |
| ۱۶۱۶۸ | Palmen           | ۵ ژانویه ۲۰۰۰   |
| ۱۶۱۶۹ | 2000 AO95        | ۴ ژانویه ۲۰۰۰   |
| ۱۶۱۷۰ | 2000 AS95        | ۴ ژانویه ۲۰۰۰   |
| ۱۶۱۷۱ | 2000 AD97        | ۴ ژانویه ۲۰۰۰   |
| ۱۶۱۷۲ | 2000 AZ97        | ۴ ژانویه ۲۰۰۰   |
| ۱۶۱۷۳ | 2000 AC98        | ۴ ژانویه ۲۰۰۰   |
| ۱۶۱۷۴ | Parihar          | ۵ ژانویه ۲۰۰۰   |
| ۱۶۱۷۵ | Rypatterson      | ۵ ژانویه ۲۰۰۰   |
| ۱۶۱۷۶ | 2000 AZ126       | ۵ ژانویه ۲۰۰۰   |
| ۱۶۱۷۷ | Pelzer           | ۵ ژانویه ۲۰۰۰   |
| ۱۶۱۷۸ | 2000 AT127       | ۵ ژانویه ۲۰۰۰   |
| ۱۶۱۷۹ | 2000 AL134       | ۴ ژانویه ۲۰۰۰   |
| ۱۶۱۸۰ | Rapoport         | ۴ ژانویه ۲۰۰۰   |
| ۱۶۱۸۱ | 2000 AC137       | ۴ ژانویه ۲۰۰۰   |
| ۱۶۱۸۲ | 2000 AH137       | ۴ ژانویه ۲۰۰۰   |
| ۱۶۱۸۳ | 2000 AX138       | ۵ ژانویه ۲۰۰۰   |
| ۱۶۱۸۴ | 2000 AD142       | ۵ ژانویه ۲۰۰۰   |
| ۱۶۱۸۵ | 2000 AH164       | ۵ ژانویه ۲۰۰۰   |
| ۱۶۱۸۶ | 2000 AK164       | ۵ ژانویه ۲۰۰۰   |
| ۱۶۱۸۷ | 2000 AP164       | ۵ ژانویه ۲۰۰۰   |
| ۱۶۱۸۸ | 2000 AH175       | ۷ ژانویه ۲۰۰۰   |
| ۱۶۱۸۹ | Riehl            | ۸ ژانویه ۲۰۰۰   |
| ۱۶۱۹۰ | 2000 AK191       | ۸ ژانویه ۲۰۰۰   |
| ۱۶۱۹۱ | Rubyroe          | ۱۰ ژانویه ۲۰۰۰  |
| ۱۶۱۹۲ | Laird            | ۴ ژانویه ۲۰۰۰   |
| ۱۶۱۹۳ | Nickaiser        | ۴ ژانویه ۲۰۰۰   |
| ۱۶۱۹۴ | Roderick         | ۴ ژانویه ۲۰۰۰   |
| ۱۶۱۹۵ | 2000 AQ236       | ۵ ژانویه ۲۰۰۰   |
| ۱۶۱۹۶ | 2000 AR236       | ۵ ژانویه ۲۰۰۰   |
| ۱۶۱۹۷ | Bluepeter        | ۷ ژانویه ۲۰۰۰   |
| ۱۶۱۹۸ | Buzios           | ۷ ژانویه ۲۰۰۰   |
| ۱۶۱۹۹ | Rozenblyum       | ۳۰ ژانویه ۲۰۰۰  |
| ۱۶۲۰۰ | 2000 BT28        | ۳۰ ژانویه ۲۰۰۰  |
| ۱۶۲۰۱ | 2000 CK1         | ۴ فوریه ۲۰۰۰    |
| ۱۶۲۰۲ | Srivastava       | ۲ فوریه ۲۰۰۰    |
| ۱۶۲۰۳ | Jessicastahl     | ۲ فوریه ۲۰۰۰    |
| ۱۶۲۰۴ | 2000 CT33        | ۴ فوریه ۲۰۰۰    |
| ۱۶۲۰۵ | 2000 CC34        | ۴ فوریه ۲۰۰۰    |
| ۱۶۲۰۶ | 2000 CL39        | ۴ فوریه ۲۰۰۰    |
| ۱۶۲۰۷ | 2000 CV40        | ۱ فوریه ۲۰۰۰    |
| ۱۶۲۰۸ | 2000 CL52        | ۲ فوریه ۲۰۰۰    |
| ۱۶۲۰۹ | Sterner          | ۴ فوریه ۲۰۰۰    |
| ۱۶۲۱۰ | 2000 CY61        | ۲ فوریه ۲۰۰۰    |
| ۱۶۲۱۱ | Samirsur         | ۴ فوریه ۲۰۰۰    |
| ۱۶۲۱۲ | Theberge         | ۴ فوریه ۲۰۰۰    |
| ۱۶۲۱۳ | 2000 CG85        | ۴ فوریه ۲۰۰۰    |
| ۱۶۲۱۴ | Venkatachalam    | ۴ فوریه ۲۰۰۰    |
| ۱۶۲۱۵ | Venkatraman      | ۱۱ فوریه ۲۰۰۰   |
| ۱۶۲۱۶ | 2000 DR4         | ۲۸ فوریه ۲۰۰۰   |
| ۱۶۲۱۷ | Peterbroughton   | ۲۸ فوریه ۲۰۰۰   |
| ۱۶۲۱۸ | 2000 DV14        | ۲۶ فوریه ۲۰۰۰   |
| ۱۶۲۱۹ | Venturelli       | ۲۹ فوریه ۲۰۰۰   |
| ۱۶۲۲۰ | Mikewagner       | ۲۹ فوریه ۲۰۰۰   |
| ۱۶۲۲۱ | Kevinyang        | ۲۹ فوریه ۲۰۰۰   |
| ۱۶۲۲۲ | Donnanderson     | ۲۹ فوریه ۲۰۰۰   |
| ۱۶۲۲۳ | 2000 DR69        | ۲۹ فوریه ۲۰۰۰   |
| ۱۶۲۲۴ | 2000 DU69        | ۲۹ فوریه ۲۰۰۰   |
| ۱۶۲۲۵ | Georgebaldo      | ۲۹ فوریه ۲۰۰۰   |
| ۱۶۲۲۶ | Beaton           | ۲۹ فوریه ۲۰۰۰   |
| ۱۶۲۲۷ | 2000 DY73        | ۲۹ فوریه ۲۰۰۰   |
| ۱۶۲۲۸ | 2000 EC39        | ۸ مارس ۲۰۰۰     |
| ۱۶۲۲۹ | 2000 EM46        | ۹ مارس ۲۰۰۰     |
| ۱۶۲۳۰ | Benson           | ۹ مارس ۲۰۰۰     |
| ۱۶۲۳۱ | Jessberger       | ۱۱ مارس ۲۰۰۰    |
| ۱۶۲۳۲ | Chijagerbs       | ۶ مارس ۲۰۰۰     |
| ۱۶۲۳۳ | 2000 FA12        | ۳۱ مارس ۲۰۰۰    |
| ۱۶۲۳۴ | Bosse            | ۲۹ مارس ۲۰۰۰    |
| ۱۶۲۳۵ | 2000 FF46        | ۲۹ مارس ۲۰۰۰    |
| ۱۶۲۳۶ | Stebrehmer       | ۵ آوریل ۲۰۰۰    |
| ۱۶۲۳۷ | 2000 GX76        | ۵ آوریل ۲۰۰۰    |
| ۱۶۲۳۸ | Chappe           | ۷ آوریل ۲۰۰۰    |
| ۱۶۲۳۹ | Dower            | ۷ آوریل ۲۰۰۰    |
| ۱۶۲۴۰ | 2000 GJ115       | ۸ آوریل ۲۰۰۰    |
| ۱۶۲۴۱ | Dvorsky          | ۷ آوریل ۲۰۰۰    |
| ۱۶۲۴۲ | 2000 GT126       | ۷ آوریل ۲۰۰۰    |
| ۱۶۲۴۳ | Rosenbauer       | ۴ آوریل ۲۰۰۰    |
| ۱۶۲۴۴ | Broz             | ۴ آوریل ۲۰۰۰    |
| ۱۶۲۴۵ | 2000 GM160       | ۷ آوریل ۲۰۰۰    |
| ۱۶۲۴۶ | Cantor           | ۲۷ آوریل ۲۰۰۰   |
| ۱۶۲۴۷ | Esner            | ۲۸ آوریل ۲۰۰۰   |
| ۱۶۲۴۸ | Fox              | ۲۸ آوریل ۲۰۰۰   |
| ۱۶۲۴۹ | Cauchy           | ۲۹ آوریل ۲۰۰۰   |
| ۱۶۲۵۰ | Delbo            | ۲۶ آوریل ۲۰۰۰   |
| ۱۶۲۵۱ | Barbifrank       | ۲۹ آوریل ۲۰۰۰   |
| ۱۶۲۵۲ | Franfrost        | ۲۹ آوریل ۲۰۰۰   |
| ۱۶۲۵۳ | Griffis          | ۲۹ آوریل ۲۰۰۰   |
| ۱۶۲۵۴ | Harper           | ۲۹ آوریل ۲۰۰۰   |
| ۱۶۲۵۵ | Hampton          | ۲۶ آوریل ۲۰۰۰   |
| ۱۶۲۵۶ | 2000 JM2         | ۳ مه ۲۰۰۰       |
| ۱۶۲۵۷ | 2000 JY6         | ۴ مه ۲۰۰۰       |
| ۱۶۲۵۸ | Willhayes        | ۶ مه ۲۰۰۰       |
| ۱۶۲۵۹ | Housinger        | ۶ مه ۲۰۰۰       |
| ۱۶۲۶۰ | Sputnik          | ۹ مه ۲۰۰۰       |
| ۱۶۲۶۱ | 2000 JF18        | ۴ مه ۲۰۰۰       |
| ۱۶۲۶۲ | Rikurtz          | ۷ مه ۲۰۰۰       |
| ۱۶۲۶۳ | 2000 JV37        | ۷ مه ۲۰۰۰       |
| ۱۶۲۶۴ | Richlee          | ۷ مه ۲۰۰۰       |
| ۱۶۲۶۵ | Lemay            | ۷ مه ۲۰۰۰       |
| ۱۶۲۶۶ | Johconnell       | ۷ مه ۲۰۰۰       |
| ۱۶۲۶۷ | Mcdermott        | ۷ مه ۲۰۰۰       |
| ۱۶۲۶۸ | Mcneeley         | ۷ مه ۲۰۰۰       |
| ۱۶۲۶۹ | Merkord          | ۷ مه ۲۰۰۰       |
| ۱۶۲۷۰ | 2000 JH48        | ۹ مه ۲۰۰۰       |
| ۱۶۲۷۱ | Duanenichols     | ۶ مه ۲۰۰۰       |
| ۱۶۲۷۲ | 2000 JS55        | ۶ مه ۲۰۰۰       |
| ۱۶۲۷۳ | Oneill           | ۶ مه ۲۰۰۰       |
| ۱۶۲۷۴ | Pavlica          | ۶ مه ۲۰۰۰       |
| ۱۶۲۷۵ | 2000 JP58        | ۶ مه ۲۰۰۰       |
| ۱۶۲۷۶ | 2000 JX61        | ۷ مه ۲۰۰۰       |
| ۱۶۲۷۷ | 2000 JW74        | ۴ مه ۲۰۰۰       |
| ۱۶۲۷۸ | 2000 JM77        | ۷ مه ۲۰۰۰       |
| ۱۶۲۷۹ | 2000 KJ23        | ۲۸ مه ۲۰۰۰      |
| ۱۶۲۸۰ | Groussin         | ۱ ژوئن ۲۰۰۰     |
| ۱۶۲۸۰ | 2071 P-L         | ۲۴ سپتامبر ۱۹۶۰ |
| ۱۶۲۸۰ | 2512 P-L         | ۲۴ سپتامبر ۱۹۶۰ |
| ۱۶۲۸۰ | 2545 P-L         | ۲۴ سپتامبر ۱۹۶۰ |
| ۱۶۲۸۰ | 2861 P-L         | ۲۴ سپتامبر ۱۹۶۰ |
| ۱۶۲۸۰ | 3047 P-L         | ۲۴ سپتامبر ۱۹۶۰ |
| ۱۶۲۸۰ | 4057 P-L         | ۲۴ سپتامبر ۱۹۶۰ |
| ۱۶۲۸۰ | 4096 P-L         | ۲۴ سپتامبر ۱۹۶۰ |
| ۱۶۲۸۰ | 4169 P-L         | ۲۴ سپتامبر ۱۹۶۰ |
| ۱۶۲۸۰ | 4201 P-L         | ۲۴ سپتامبر ۱۹۶۰ |
| ۱۶۲۸۰ | 4204 P-L         | ۲۴ سپتامبر ۱۹۶۰ |
| ۱۶۲۸۰ | 4315 P-L         | ۲۴ سپتامبر ۱۹۶۰ |
| ۱۶۲۸۰ | 4557 P-L         | ۲۴ سپتامبر ۱۹۶۰ |
| ۱۶۲۸۰ | 4613 P-L         | ۲۴ سپتامبر ۱۹۶۰ |
| ۱۶۲۸۰ | 4758 P-L         | ۲۴ سپتامبر ۱۹۶۰ |
| ۱۶۲۸۰ | 4820 P-L         | ۲۴ سپتامبر ۱۹۶۰ |
| ۱۶۲۸۰ | 6308 P-L         | ۲۴ سپتامبر ۱۹۶۰ |
| ۱۶۲۸۰ | 6346 P-L         | ۲۴ سپتامبر ۱۹۶۰ |
| ۱۶۲۸۰ | 6529 P-L         | ۲۴ سپتامبر ۱۹۶۰ |
| ۱۶۲۸۰ | 6566 P-L         | ۲۴ سپتامبر ۱۹۶۰ |
| ۱۶۲۸۰ | 6569 P-L         | ۲۴ سپتامبر ۱۹۶۰ |
| ۱۶۲۸۰ | 6576 P-L         | ۲۴ سپتامبر ۱۹۶۰ |
| ۱۶۲۸۰ | 6634 P-L         | ۲۴ سپتامبر ۱۹۶۰ |
| ۱۶۲۸۰ | 6639 P-L         | ۲۴ سپتامبر ۱۹۶۰ |
| ۱۶۲۸۰ | 6704 P-L         | ۲۴ سپتامبر ۱۹۶۰ |
| ۱۶۲۸۰ | 6707 P-L         | ۲۴ سپتامبر ۱۹۶۰ |
| ۱۶۲۸۰ | 6797 P-L         | ۲۴ سپتامبر ۱۹۶۰ |
| ۱۶۲۸۰ | 7569 P-L         | ۱۷ اکتبر ۱۹۶۰   |
| ۱۶۲۸۰ | 7627 P-L         | ۲۲ اکتبر ۱۹۶۰   |
| ۱۶۲۸۰ | 9054 P-L         | ۱۷ اکتبر ۱۹۶۰   |
| ۱۶۳۱۰ | 1043 T-1         | ۲۵ مارس ۱۹۷۱    |
| ۱۶۳۱۱ | 1102 T-1         | ۲۵ مارس ۱۹۷۱    |
| ۱۶۳۱۲ | 1122 T-1         | ۲۵ مارس ۱۹۷۱    |
| ۱۶۳۱۳ | 1199 T-1         | ۲۵ مارس ۱۹۷۱    |
| ۱۶۳۱۴ | 1248 T-1         | ۲۵ مارس ۱۹۷۱    |
| ۱۶۳۱۵ | 2055 T-1         | ۲۵ مارس ۱۹۷۱    |
| ۱۶۳۱۶ | 2089 T-1         | ۲۵ مارس ۱۹۷۱    |
| ۱۶۳۱۷ | 2127 T-1         | ۲۵ مارس ۱۹۷۱    |
| ۱۶۳۱۸ | 2128 T-1         | ۲۵ مارس ۱۹۷۱    |
| ۱۶۳۱۹ | 3252 T-1         | ۲۶ مارس ۱۹۷۱    |
| ۱۶۳۲۰ | 4078 T-1         | ۲۶ مارس ۱۹۷۱    |
| ۱۶۳۲۱ | 4225 T-1         | ۲۶ مارس ۱۹۷۱    |
| ۱۶۳۲۲ | 4409 T-1         | ۲۶ مارس ۱۹۷۱    |
| ۱۶۳۲۳ | 1107 T-2         | ۲۹ سپتامبر ۱۹۷۳ |
| ۱۶۳۲۴ | 1181 T-2         | ۲۹ سپتامبر ۱۹۷۳ |
| ۱۶۳۲۵ | 1332 T-2         | ۲۹ سپتامبر ۱۹۷۳ |
| ۱۶۳۲۶ | 2052 T-2         | ۲۹ سپتامبر ۱۹۷۳ |
| ۱۶۳۲۷ | 3092 T-2         | ۳۰ سپتامبر ۱۹۷۳ |
| ۱۶۳۲۸ | 3111 T-2         | ۳۰ سپتامبر ۱۹۷۳ |
| ۱۶۳۲۹ | 3255 T-2         | ۳۰ سپتامبر ۱۹۷۳ |
| ۱۶۳۳۰ | 3276 T-2         | ۳۰ سپتامبر ۱۹۷۳ |
| ۱۶۳۳۱ | 4101 T-2         | ۲۹ سپتامبر ۱۹۷۳ |
| ۱۶۳۳۲ | 4117 T-2         | ۲۹ سپتامبر ۱۹۷۳ |
| ۱۶۳۳۳ | 4122 T-2         | ۲۹ سپتامبر ۱۹۷۳ |
| ۱۶۳۳۴ | 4278 T-2         | ۲۹ سپتامبر ۱۹۷۳ |
| ۱۶۳۳۵ | 5058 T-2         | ۲۵ سپتامبر ۱۹۷۳ |
| ۱۶۳۳۶ | 5080 T-2         | ۲۵ سپتامبر ۱۹۷۳ |
| ۱۶۳۳۷ | 5087 T-2         | ۲۵ سپتامبر ۱۹۷۳ |
| ۱۶۳۳۸ | 1106 T-3         | ۱۷ اکتبر ۱۹۷۷   |
| ۱۶۳۳۹ | 2053 T-3         | ۱۶ اکتبر ۱۹۷۷   |
| ۱۶۳۴۰ | 2110 T-3         | ۱۶ اکتبر ۱۹۷۷   |
| ۱۶۳۴۱ | 2182 T-3         | ۱۶ اکتبر ۱۹۷۷   |
| ۱۶۳۴۲ | 2271 T-3         | ۱۶ اکتبر ۱۹۷۷   |
| ۱۶۳۴۳ | 2326 T-3         | ۱۶ اکتبر ۱۹۷۷   |
| ۱۶۳۴۴ | 2370 T-3         | ۱۶ اکتبر ۱۹۷۷   |
| ۱۶۳۴۵ | 2391 T-3         | ۱۶ اکتبر ۱۹۷۷   |
| ۱۶۳۴۶ | 2682 T-3         | ۱۱ اکتبر ۱۹۷۷   |
| ۱۶۳۴۷ | 3256 T-3         | ۱۶ اکتبر ۱۹۷۷   |
| ۱۶۳۴۸ | 3465 T-3         | ۱۶ اکتبر ۱۹۷۷   |
| ۱۶۳۴۹ | 4062 T-3         | ۱۶ اکتبر ۱۹۷۷   |
| ۱۶۳۵۰ | 1964 VZ2         | ۱۱ نوامبر ۱۹۶۴  |
| ۱۶۳۵۰ | 1971 US          | ۲۶ اکتبر ۱۹۷۱   |
| ۱۶۳۵۰ | 1974 FF          | ۲۲ مارس ۱۹۷۴    |
| ۱۶۳۵۰ | 1974 WB          | ۱۶ نوامبر ۱۹۷۴  |
| ۱۶۳۵۴ | 1975 SN1         | ۳۰ سپتامبر ۱۹۷۵ |
| ۱۶۳۵۵ | Buber            | ۲۹ اکتبر ۱۹۷۵   |
| ۱۶۳۵۶ | Univbalttech     | ۱ آوریل ۱۹۷۶    |
| ۱۶۳۵۷ | 1976 UP18        | ۲۲ اکتبر ۱۹۷۶   |
| ۱۶۳۵۸ | Plesetsk         | ۲۰ دسامبر ۱۹۷۶  |
| ۱۶۳۵۹ | 1978 VO4         | ۷ نوامبر ۱۹۷۸   |
| ۱۶۳۶۰ | 1978 VY5         | ۷ نوامبر ۱۹۷۸   |
| ۱۶۳۶۱ | 1979 MS1         | ۲۵ ژوئن ۱۹۷۹    |
| ۱۶۳۶۲ | 1979 MJ4         | ۲۵ ژوئن ۱۹۷۹    |
| ۱۶۳۶۳ | 1979 MT4         | ۲۵ ژوئن ۱۹۷۹    |
| ۱۶۳۶۴ | 1979 MA5         | ۲۵ ژوئن ۱۹۷۹    |
| ۱۶۳۶۵ | 1979 MK5         | ۲۵ ژوئن ۱۹۷۹    |
| ۱۶۳۶۶ | 1979 ME7         | ۲۵ ژوئن ۱۹۷۹    |
| ۱۶۳۶۷ | 1980 FS4         | ۱۶ مارس ۱۹۸۰    |
| ۱۶۳۶۷ | 1980             | ۱۹۸۱            |
| ۱۶۳۶۷ | 1981 DJ          | ۲۸ فوریه ۱۹۸۱   |
| ۱۶۳۷۰ | 1981 DA2         | ۲۸ فوریه ۱۹۸۱   |
| ۱۶۳۷۱ | 1981 DQ3         | ۲۸ فوریه ۱۹۸۱   |
| ۱۶۳۷۲ | 1981 EP1         | ۷ مارس ۱۹۸۱     |
| ۱۶۳۷۳ | 1981 ES5         | ۷ مارس ۱۹۸۱     |
| ۱۶۳۷۴ | 1981 EA10        | ۱ مارس ۱۹۸۱     |
| ۱۶۳۷۵ | 1981 EM10        | ۱ مارس ۱۹۸۱     |
| ۱۶۳۷۶ | 1981 EX10        | ۱ مارس ۱۹۸۱     |
| ۱۶۳۷۷ | 1981 EY11        | ۷ مارس ۱۹۸۱     |
| ۱۶۳۷۸ | 1981 ET17        | ۲ مارس ۱۹۸۱     |
| ۱۶۳۷۹ | 1981 EJ18        | ۲ مارس ۱۹۸۱     |
| ۱۶۳۸۰ | 1981 EJ20        | ۲ مارس ۱۹۸۱     |
| ۱۶۳۸۱ | 1981 EG25        | ۲ مارس ۱۹۸۱     |
| ۱۶۳۸۲ | 1981 ER27        | ۲ مارس ۱۹۸۱     |
| ۱۶۳۸۳ | 1981 EV30        | ۲ مارس ۱۹۸۱     |
| ۱۶۳۸۴ | 1981 ES31        | ۲ مارس ۱۹۸۱     |
| ۱۶۳۸۵ | 1981 EQ32        | ۷ مارس ۱۹۸۱     |
| ۱۶۳۸۶ | 1981 ET34        | ۲ مارس ۱۹۸۱     |
| ۱۶۳۸۷ | 1981 EB37        | ۱۱ مارس ۱۹۸۱    |
| ۱۶۳۸۸ | 1981 EA39        | ۲ مارس ۱۹۸۱     |
| ۱۶۳۸۹ | 1981 EC39        | ۲ مارس ۱۹۸۱     |
| ۱۶۳۹۰ | 1981 EG39        | ۲ مارس ۱۹۸۱     |
| ۱۶۳۹۱ | 1981 EM40        | ۲ مارس ۱۹۸۱     |
| ۱۶۳۹۲ | 1981 EP42        | ۲ مارس ۱۹۸۱     |
| ۱۶۳۹۲ | 1981 QS          | ۲۴ اوت ۱۹۸۱     |
| ۱۶۳۹۴ | 1981 QD4         | ۳۰ اوت ۱۹۸۱     |
| ۱۶۳۹۵ | Ioannpravednyj   | ۲۳ اکتبر ۱۹۸۱   |
| ۱۶۳۹۶ | 1981 UN22        | ۲۴ اکتبر ۱۹۸۱   |
| ۱۶۳۹۷ | 1982 JS2         | ۱۵ مه ۱۹۸۲      |
| ۱۶۳۹۸ | Hummel           | ۲۴ سپتامبر ۱۹۸۲ |
| ۱۶۳۹۹ | 1983 RF2         | ۱۴ سپتامبر ۱۹۸۳ |
| ۱۶۴۰۰ | 1984 SS1         | ۲۷ سپتامبر ۱۹۸۴ |
| ۱۶۴۰۱ | 1984 SV5         | ۲۱ سپتامبر ۱۹۸۴ |
| ۱۶۴۰۱ | 1984 UR          | ۲۶ اکتبر ۱۹۸۴   |
| ۱۶۴۰۳ | 1984 WJ1         | ۲۰ نوامبر ۱۹۸۴  |
| ۱۶۴۰۴ | 1985 CM1         | ۱۳ فوریه ۱۹۸۵   |
| ۱۶۴۰۵ | 1985 DA2         | ۲۰ فوریه ۱۹۸۵   |
| ۱۶۴۰۵ | 1985 PH          | ۱۴ اوت ۱۹۸۵     |
| ۱۶۴۰۷ | Oiunskij         | ۱۹ سپتامبر ۱۹۸۵ |
| ۱۶۴۰۷ | 1986 AB          | ۱۱ ژانویه ۱۹۸۶  |
| ۱۶۴۰۹ | 1986 CZ1         | ۱۲ فوریه ۱۹۸۶   |
| ۱۶۴۱۰ | 1986 QU2         | ۲۸ اوت ۱۹۸۶     |
| ۱۶۴۱۱ | 1986 QY2         | ۲۸ اوت ۱۹۸۶     |
| ۱۶۴۱۱ | 1986 WZ          | ۲۵ نوامبر ۱۹۸۶  |
| ۱۶۴۱۳ | Abulghazi        | ۲۸ ژانویه ۱۹۸۷  |
| ۱۶۴۱۳ | Abulghazi        | QO۵             |
| ۱۶۴۱۵ | 1987 QE7         | ۲۱ اوت ۱۹۸۷     |
| ۱۶۴۱۶ | 1987 SM3         | ۲۵ سپتامبر ۱۹۸۷ |
| ۱۶۴۱۷ | 1987 SF5         | ۳۰ سپتامبر ۱۹۸۷ |
| ۱۶۴۱۸ | Lortzing         | ۲۹ سپتامبر ۱۹۸۷ |
| ۱۶۴۱۹ | Kovalev          | ۲۴ سپتامبر ۱۹۸۷ |
| ۱۶۴۲۰ | 1987 UN1         | ۲۸ اکتبر ۱۹۸۷   |
| ۱۶۴۲۰ | 1988 BJ          | ۲۲ ژانویه ۱۹۸۸  |
| ۱۶۴۲۲ | 1988 BT3         | ۱۸ ژانویه ۱۹۸۸  |
| ۱۶۴۲۳ | 1988 BZ3         | ۱۹ ژانویه ۱۹۸۸  |
| ۱۶۴۲۴ | 1988 CD2         | ۱۱ فوریه ۱۹۸۸   |
| ۱۶۴۲۵ | 1988 CY2         | ۱۱ فوریه ۱۹۸۸   |
| ۱۶۴۲۵ | 1988 EC          | ۷ مارس ۱۹۸۸     |
| ۱۶۴۲۷ | 1988 EB2         | ۱۳ مارس ۱۹۸۸    |
| ۱۶۴۲۸ | 1988 RD12        | ۱۴ سپتامبر ۱۹۸۸ |
| ۱۶۴۲۹ | 1988 SB2         | ۱۶ سپتامبر ۱۹۸۸ |
| ۱۶۴۳۰ | 1988 VB1         | ۳ نوامبر ۱۹۸۸   |
| ۱۶۴۳۱ | 1988 VH1         | ۶ نوامبر ۱۹۸۸   |
| ۱۶۴۳۲ | 1988 VL2         | ۱۰ نوامبر ۱۹۸۸  |
| ۱۶۴۳۳ | 1988 VX2         | ۸ نوامبر ۱۹۸۸   |
| ۱۶۴۳۴ | 1988 VO3         | ۱۱ نوامبر ۱۹۸۸  |
| ۱۶۴۳۵ | Fandly           | ۷ نوامبر ۱۹۸۸   |
| ۱۶۴۳۵ | 1988 XL          | ۳ دسامبر ۱۹۸۸   |
| ۱۶۴۳۷ | 1988 XX1         | ۷ دسامبر ۱۹۸۸   |
| ۱۶۴۳۸ | Knofel           | ۱۱ ژانویه ۱۹۸۹  |
| ۱۶۴۳۹ | Yamehoshinokawa  | ۳۰ ژانویه ۱۹۸۹  |
| ۱۶۴۴۰ | 1989 EN5         | ۲ مارس ۱۹۸۹     |
| ۱۶۴۴۱ | Kirchner         | ۷ مارس ۱۹۸۹     |
| ۱۶۴۴۲ | 1989 GM1         | ۳ آوریل ۱۹۸۹    |
| ۱۶۴۴۳ | 1989 GV1         | ۳ آوریل ۱۹۸۹    |
| ۱۶۴۴۴ | Godefroy         | ۳ آوریل ۱۹۸۹    |
| ۱۶۴۴۵ | Klimt            | ۳ آوریل ۱۹۸۹    |
| ۱۶۴۴۵ | 1989 MH          | ۲۹ ژوئن ۱۹۸۹    |
| ۱۶۴۴۷ | Vauban           | ۳ سپتامبر ۱۹۸۹  |
| ۱۶۴۴۸ | 1989 RV2         | ۷ سپتامبر ۱۹۸۹  |
| ۱۶۴۴۹ | Kigoyama         | ۲۹ سپتامبر ۱۹۸۹ |
| ۱۶۴۵۰ | Messerschmidt    | ۲۶ سپتامبر ۱۹۸۹ |
| ۱۶۴۵۱ | 1989 SO3         | ۲۶ سپتامبر ۱۹۸۹ |
| ۱۶۴۵۲ | Goldfinger       | ۲۸ سپتامبر ۱۹۸۹ |
| ۱۶۴۵۳ | 1989 SW8         | ۲۳ سپتامبر ۱۹۸۹ |
| ۱۶۴۵۴ | 1989 TT2         | ۳ اکتبر ۱۹۸۹    |
| ۱۶۴۵۵ | 1989 TK16        | ۴ اکتبر ۱۹۸۹    |
| ۱۶۴۵۵ | 1989 UO          | ۲۳ اکتبر ۱۹۸۹   |
| ۱۶۴۵۵ | 1989 VF          | ۲ نوامبر ۱۹۸۹   |
| ۱۶۴۵۸ | 1989 WZ2         | ۲۱ نوامبر ۱۹۸۹  |
| ۱۶۴۵۹ | Barth            | ۲۸ نوامبر ۱۹۸۹  |
| ۱۶۴۶۰ | 1989 YF1         | ۳۰ دسامبر ۱۹۸۹  |
| ۱۶۴۶۰ | 1990 BO          | ۲۱ ژانویه ۱۹۹۰  |
| ۱۶۴۶۲ | 1990 DZ1         | ۲۴ فوریه ۱۹۹۰   |
| ۱۶۴۶۳ | Nayoro           | ۲ مارس ۱۹۹۰     |
| ۱۶۴۶۴ | 1990 EV1         | ۲ مارس ۱۹۹۰     |
| ۱۶۴۶۵ | 1990 FV1         | ۲۴ مارس ۱۹۹۰    |
| ۱۶۴۶۶ | Piyashiriyama    | ۲۹ مارس ۱۹۹۰    |
| ۱۶۴۶۷ | 1990 FD3         | ۱۶ مارس ۱۹۹۰    |
| ۱۶۴۶۸ | 1990 HW1         | ۲۷ آوریل ۱۹۹۰   |
| ۱۶۴۶۸ | 1990 KR          | ۲۱ مه ۱۹۹۰      |
| ۱۶۴۷۰ | 1990 OM2         | ۲۹ ژوئیه ۱۹۹۰   |
| ۱۶۴۷۱ | 1990 OR3         | ۲۷ ژوئیه ۱۹۹۰   |
| ۱۶۴۷۲ | 1990 OE5         | ۲۷ ژوئیه ۱۹۹۰   |
| ۱۶۴۷۳ | 1990 QF2         | ۲۲ اوت ۱۹۹۰     |
| ۱۶۴۷۴ | 1990 QG3         | ۲۸ اوت ۱۹۹۰     |
| ۱۶۴۷۵ | 1990 QS4         | ۲۴ اوت ۱۹۹۰     |
| ۱۶۴۷۶ | 1990 QU4         | ۲۴ اوت ۱۹۹۰     |
| ۱۶۴۷۷ | 1990 QH5         | ۲۵ اوت ۱۹۹۰     |
| ۱۶۴۷۸ | 1990 QS6         | ۲۰ اوت ۱۹۹۰     |
| ۱۶۴۷۹ | Paulze           | ۲۰ اوت ۱۹۹۰     |
| ۱۶۴۸۰ | 1990 QN7         | ۲۰ اوت ۱۹۹۰     |
| ۱۶۴۸۱ | 1990 QU7         | ۱۶ اوت ۱۹۹۰     |
| ۱۶۴۸۲ | 1990 QK8         | ۱۶ اوت ۱۹۹۰     |
| ۱۶۴۸۳ | 1990 QX8         | ۱۶ اوت ۱۹۹۰     |
| ۱۶۴۸۴ | 1990 QJ9         | ۱۶ اوت ۱۹۹۰     |
| ۱۶۴۸۵ | 1990 RG2         | ۱۴ سپتامبر ۱۹۹۰ |
| ۱۶۴۸۶ | 1990 RM3         | ۱۴ سپتامبر ۱۹۹۰ |
| ۱۶۴۸۷ | 1990 RV5         | ۸ سپتامبر ۱۹۹۰  |
| ۱۶۴۸۸ | 1990 RX8         | ۱۳ سپتامبر ۱۹۹۰ |
| ۱۶۴۸۸ | 1990 SG          | ۱۷ سپتامبر ۱۹۹۰ |
| ۱۶۴۹۰ | 1990 ST2         | ۱۸ سپتامبر ۱۹۹۰ |
| ۱۶۴۹۱ | 1990 SA3         | ۱۸ سپتامبر ۱۹۹۰ |
| ۱۶۴۹۲ | 1990 SQ5         | ۲۲ سپتامبر ۱۹۹۰ |
| ۱۶۴۹۳ | 1990 SB6         | ۲۲ سپتامبر ۱۹۹۰ |
| ۱۶۴۹۴ | Oka              | ۲۲ سپتامبر ۱۹۹۰ |
| ۱۶۴۹۵ | 1990 SR8         | ۲۲ سپتامبر ۱۹۹۰ |
| ۱۶۴۹۶ | 1990 SS8         | ۲۲ سپتامبر ۱۹۹۰ |
| ۱۶۴۹۷ | 1990 SU8         | ۲۲ سپتامبر ۱۹۹۰ |
| ۱۶۴۹۸ | Passau           | ۲۲ سپتامبر ۱۹۹۰ |
| ۱۶۴۹۹ | 1990 SU9         | ۲۲ سپتامبر ۱۹۹۰ |
| ۱۶۵۰۰ | 1990 SX10        | ۱۶ سپتامبر ۱۹۹۰ |
| ۱۶۵۰۱ | 1990 SX13        | ۲۳ سپتامبر ۱۹۹۰ |
| ۱۶۵۰۲ | 1990 SB14        | ۲۳ سپتامبر ۱۹۹۰ |
| ۱۶۵۰۲ | 1990 TY          | ۱۵ اکتبر ۱۹۹۰   |
| ۱۶۵۰۴ | 1990 TR5         | ۹ اکتبر ۱۹۹۰    |
| ۱۶۵۰۵ | Sulzer           | ۱۲ اکتبر ۱۹۹۰   |
| ۱۶۵۰۶ | 1990 UH1         | ۲۰ اکتبر ۱۹۹۰   |
| ۱۶۵۰۷ | Fuuren           | ۲۴ اکتبر ۱۹۹۰   |
| ۱۶۵۰۸ | 1990 UB3         | ۱۹ اکتبر ۱۹۹۰   |
| ۱۶۵۰۹ | 1990 UE4         | ۱۶ اکتبر ۱۹۹۰   |
| ۱۶۵۱۰ | 1990 UL4         | ۱۶ اکتبر ۱۹۹۰   |
| ۱۶۵۱۱ | 1990 UR4         | ۱۶ اکتبر ۱۹۹۰   |
| ۱۶۵۱۲ | 1990 VQ4         | ۱۵ نوامبر ۱۹۹۰  |
| ۱۶۵۱۳ | Vasks            | ۱۵ نوامبر ۱۹۹۰  |
| ۱۶۵۱۴ | Stevelia         | ۱۱ نوامبر ۱۹۹۰  |
| ۱۶۵۱۵ | Usmanʹgrad       | ۱۵ نوامبر ۱۹۹۰  |
| ۱۶۵۱۶ | Efremlevitan     | ۱۵ نوامبر ۱۹۹۰  |
| ۱۶۵۱۶ | 1990 WD          | ۱۹ نوامبر ۱۹۹۰  |
| ۱۶۵۱۸ | Akihikoito       | ۱۶ نوامبر ۱۹۹۰  |
| ۱۶۵۱۸ | 1990 WV          | ۱۸ نوامبر ۱۹۹۰  |
| ۱۶۵۲۰ | 1990 WO3         | ۲۱ نوامبر ۱۹۹۰  |
| ۱۶۵۲۱ | 1990 WR5         | ۱۸ نوامبر ۱۹۹۰  |
| ۱۶۵۲۲ | Tell             | ۱۵ ژانویه ۱۹۹۱  |
| ۱۶۵۲۲ | 1991 BP          | ۱۹ ژانویه ۱۹۹۱  |
| ۱۶۵۲۴ | Hausmann         | ۱۷ ژانویه ۱۹۹۱  |
| ۱۶۵۲۵ | Shumarinaiko     | ۱۴ فوریه ۱۹۹۱   |
| ۱۶۵۲۵ | 1991 DC          | ۱۷ فوریه ۱۹۹۱   |
| ۱۶۵۲۷ | 1991 DH1         | ۱۸ فوریه ۱۹۹۱   |
| ۱۶۵۲۸ | Terakado         | ۲ آوریل ۱۹۹۱    |
| ۱۶۵۲۹ | Dangoldin        | ۹ آوریل ۱۹۹۱    |
| ۱۶۵۳۰ | 1991 GR7         | ۸ آوریل ۱۹۹۱    |
| ۱۶۵۳۱ | 1991 GO8         | ۸ آوریل ۱۹۹۱    |
| ۱۶۵۳۱ | 1991 LY          | ۱۴ ژوئن ۱۹۹۱    |
| ۱۶۵۳۳ | 1991 LA1         | ۱۴ ژوئن ۱۹۹۱    |
| ۱۶۵۳۴ | 1991 NB1         | ۱۰ ژوئیه ۱۹۹۱   |
| ۱۶۵۳۵ | 1991 NF3         | ۴ ژوئیه ۱۹۹۱    |
| ۱۶۵۳۶ | 1991 PV1         | ۱۰ اوت ۱۹۹۱     |
| ۱۶۵۳۷ | 1991 PF11        | ۸ اوت ۱۹۹۱      |
| ۱۶۵۳۸ | 1991 PO12        | ۵ اوت ۱۹۹۱      |
| ۱۶۵۳۹ | 1991 PY12        | ۵ اوت ۱۹۹۱      |
| ۱۶۵۴۰ | 1991 PO16        | ۷ اوت ۱۹۹۱      |
| ۱۶۵۴۱ | 1991 PW18        | ۸ اوت ۱۹۹۱      |
| ۱۶۵۴۲ | 1991 PK31        | ۱۴ اوت ۱۹۹۱     |
| ۱۶۵۴۳ | 1991 RC2         | ۵ سپتامبر ۱۹۹۱  |
| ۱۶۵۴۴ | Hochlehnert      | ۹ سپتامبر ۱۹۹۱  |
| ۱۶۵۴۵ | 1991 RN4         | ۹ سپتامبر ۱۹۹۱  |
| ۱۶۵۴۶ | 1991 RP5         | ۱۳ سپتامبر ۱۹۹۱ |
| ۱۶۵۴۷ | 1991 RS7         | ۷ سپتامبر ۱۹۹۱  |
| ۱۶۵۴۸ | 1991 RR9         | ۱۰ سپتامبر ۱۹۹۱ |
| ۱۶۵۴۹ | 1991 RE10        | ۱۲ سپتامبر ۱۹۹۱ |
| ۱۶۵۵۰ | 1991 RB13        | ۱۰ سپتامبر ۱۹۹۱ |
| ۱۶۵۵۱ | 1991 RT14        | ۱۵ سپتامبر ۱۹۹۱ |
| ۱۶۵۵۲ | Sawamura         | ۱۶ سپتامبر ۱۹۹۱ |
| ۱۶۵۵۳ | 1991 TL14        | ۷ اکتبر ۱۹۹۱    |
| ۱۶۵۵۴ | 1991 UE2         | ۲۹ اکتبر ۱۹۹۱   |
| ۱۶۵۵۵ | Nagaomasami      | ۳۱ اکتبر ۱۹۹۱   |
| ۱۶۵۵۶ | 1991 VQ1         | ۴ نوامبر ۱۹۹۱   |
| ۱۶۵۵۷ | 1991 VE2         | ۹ نوامبر ۱۹۹۱   |
| ۱۶۵۵۸ | 1991 VQ2         | ۱ نوامبر ۱۹۹۱   |
| ۱۶۵۵۹ | 1991 VA3         | ۹ نوامبر ۱۹۹۱   |
| ۱۶۵۶۰ | 1991 VZ5         | ۲ نوامبر ۱۹۹۱   |
| ۱۶۵۶۱ | Rawls            | ۳ نوامبر ۱۹۹۱   |
| ۱۶۵۶۲ | 1992 AV1         | ۹ ژانویه ۱۹۹۲   |
| ۱۶۵۶۳ | Ob               | ۳۰ ژانویه ۱۹۹۲  |
| ۱۶۵۶۴ | Coriolis         | ۳۰ ژانویه ۱۹۹۲  |
| ۱۶۵۶۵ | 1992 CZ1         | ۱۲ فوریه ۱۹۹۲   |
| ۱۶۵۶۶ | 1992 CZ2         | ۲ فوریه ۱۹۹۲    |
| ۱۶۵۶۷ | 1992 CQ3         | ۲ فوریه ۱۹۹۲    |
| ۱۶۵۶۸ | 1992 DX5         | ۲۹ فوریه ۱۹۹۲   |
| ۱۶۵۶۹ | 1992 DA10        | ۲۹ فوریه ۱۹۹۲   |
| ۱۶۵۷۰ | 1992 DE11        | ۲۹ فوریه ۱۹۹۲   |
| ۱۶۵۷۰ | 1992 EE          | ۲ مارس ۱۹۹۲     |
| ۱۶۵۷۲ | 1992 EU5         | ۲ مارس ۱۹۹۲     |
| ۱۶۵۷۳ | 1992 EC10        | ۲ مارس ۱۹۹۲     |
| ۱۶۵۷۴ | 1992 EU10        | ۶ مارس ۱۹۹۲     |
| ۱۶۵۷۵ | 1992 EH11        | ۶ مارس ۱۹۹۲     |
| ۱۶۵۷۶ | 1992 EY11        | ۶ مارس ۱۹۹۲     |
| ۱۶۵۷۷ | 1992 ET23        | ۲ مارس ۱۹۹۲     |
| ۱۶۵۷۸ | Essjayess        | ۲۹ مارس ۱۹۹۲    |
| ۱۶۵۷۸ | 1992 GO          | ۳ آوریل ۱۹۹۲    |
| ۱۶۵۷۸ | 1992 HA          | ۲۱ آوریل ۱۹۹۲   |
| ۱۶۵۸۱ | 1992 JF3         | ۸ مه ۱۹۹۲       |
| ۱۶۵۸۲ | 1992 JS3         | ۱۱ مه ۱۹۹۲      |
| ۱۶۵۸۳ | 1992 OH2         | ۲۶ ژوئیه ۱۹۹۲   |
| ۱۶۵۸۳ | 1992 PM          | ۸ اوت ۱۹۹۲      |
| ۱۶۵۸۳ | 1992 QR          | ۲۳ اوت ۱۹۹۲     |
| ۱۶۵۸۶ | 1992 RZ6         | ۲ سپتامبر ۱۹۹۲  |
| ۱۶۵۸۷ | Nagamori         | ۲۱ سپتامبر ۱۹۹۲ |
| ۱۶۵۸۸ | Johngee          | ۲۳ سپتامبر ۱۹۹۲ |
| ۱۶۵۸۹ | Hastrup          | ۲۴ سپتامبر ۱۹۹۲ |
| ۱۶۵۹۰ | Brunowalter      | ۲۱ سپتامبر ۱۹۹۲ |
| ۱۶۵۹۱ | 1992 SY17        | ۳۰ سپتامبر ۱۹۹۲ |
| ۱۶۵۹۲ | 1992 TM1         | ۳ اکتبر ۱۹۹۲    |
| ۱۶۵۹۳ | 1992 UB3         | ۲۵ اکتبر ۱۹۹۲   |
| ۱۶۵۹۴ | Sorachi          | ۲۶ اکتبر ۱۹۹۲   |
| ۱۶۵۹۵ | 1992 UU6         | ۲۰ اکتبر ۱۹۹۲   |
| ۱۶۵۹۶ | Stephenstrauss   | ۱۸ اکتبر ۱۹۹۲   |
| ۱۶۵۹۷ | 1992 YU1         | ۱۸ دسامبر ۱۹۹۲  |
| ۱۶۵۹۸ | 1992 YC2         | ۱۸ دسامبر ۱۹۹۲  |
| ۱۶۵۹۹ | Shorland         | ۲۰ ژانویه ۱۹۹۳  |
| ۱۶۵۹۹ | 1993 DQ          | ۲۱ فوریه ۱۹۹۳   |
| ۱۶۶۰۱ | 1993 FQ1         | ۲۵ مارس ۱۹۹۳    |
| ۱۶۶۰۲ | 1993 FY3         | ۱۷ مارس ۱۹۹۳    |
| ۱۶۶۰۳ | 1993 FG6         | ۱۷ مارس ۱۹۹۳    |
| ۱۶۶۰۴ | 1993 FQ10        | ۱۷ مارس ۱۹۹۳    |
| ۱۶۶۰۵ | 1993 FR10        | ۱۷ مارس ۱۹۹۳    |
| ۱۶۶۰۶ | 1993 FH11        | ۱۷ مارس ۱۹۹۳    |
| ۱۶۶۰۷ | 1993 FN12        | ۱۷ مارس ۱۹۹۳    |
| ۱۶۶۰۸ | 1993 FA23        | ۲۱ مارس ۱۹۹۳    |
| ۱۶۶۰۹ | 1993 FB23        | ۲۱ مارس ۱۹۹۳    |
| ۱۶۶۱۰ | 1993 FV23        | ۲۱ مارس ۱۹۹۳    |
| ۱۶۶۱۱ | 1993 FY23        | ۲۱ مارس ۱۹۹۳    |
| ۱۶۶۱۲ | 1993 FF25        | ۲۱ مارس ۱۹۹۳    |
| ۱۶۶۱۳ | 1993 FD28        | ۲۱ مارس ۱۹۹۳    |
| ۱۶۶۱۴ | 1993 FS35        | ۱۹ مارس ۱۹۹۳    |
| ۱۶۶۱۵ | 1993 FW40        | ۱۹ مارس ۱۹۹۳    |
| ۱۶۶۱۶ | 1993 FB44        | ۱۹ مارس ۱۹۹۳    |
| ۱۶۶۱۷ | 1993 FC48        | ۱۹ مارس ۱۹۹۳    |
| ۱۶۶۱۸ | 1993 FX52        | ۱۷ مارس ۱۹۹۳    |
| ۱۶۶۱۹ | 1993 FR58        | ۱۹ مارس ۱۹۹۳    |
| ۱۶۶۲۰ | 1993 FE78        | ۲۱ مارس ۱۹۹۳    |
| ۱۶۶۲۱ | 1993 FA84        | ۲۳ مارس ۱۹۹۳    |
| ۱۶۶۲۲ | 1993 GG1         | ۱۵ آوریل ۱۹۹۳   |
| ۱۶۶۲۳ | 1993 GM1         | ۱۴ آوریل ۱۹۹۳   |
| ۱۶۶۲۴ | Hoshizawa        | ۱۶ آوریل ۱۹۹۳   |
| ۱۶۶۲۵ | Kunitsugu        | ۲۰ آوریل ۱۹۹۳   |
| ۱۶۶۲۶ | Thumper          | ۲۰ آوریل ۱۹۹۳   |
| ۱۶۶۲۶ | 1993 JK          | ۱۴ مه ۱۹۹۳      |
| ۱۶۶۲۶ | 1993 KF          | ۱۶ مه ۱۹۹۳      |
| ۱۶۶۲۹ | 1993 LK1         | ۱۵ ژوئن ۱۹۹۳    |
| ۱۶۶۳۰ | 1993 NZ1         | ۱۲ ژوئیه ۱۹۹۳   |
| ۱۶۶۳۱ | 1993 OY3         | ۲۰ ژوئیه ۱۹۹۳   |
| ۱۶۶۳۲ | 1993 OH4         | ۲۰ ژوئیه ۱۹۹۳   |
| ۱۶۶۳۳ | 1993 OV5         | ۲۰ ژوئیه ۱۹۹۳   |
| ۱۶۶۳۴ | 1993 OD8         | ۲۰ ژوئیه ۱۹۹۳   |
| ۱۶۶۳۴ | 1993 QO          | ۲۰ اوت ۱۹۹۳     |
| ۱۶۶۳۴ | 1993 QP          | ۲۳ اوت ۱۹۹۳     |
| ۱۶۶۳۷ | 1993 QP2         | ۱۶ اوت ۱۹۹۳     |
| ۱۶۶۳۸ | 1993 QN3         | ۱۸ اوت ۱۹۹۳     |
| ۱۶۶۳۹ | 1993 QD4         | ۱۸ اوت ۱۹۹۳     |
| ۱۶۶۴۰ | 1993 QU9         | ۲۰ اوت ۱۹۹۳     |
| ۱۶۶۴۱ | Esteban          | ۱۶ اوت ۱۹۹۳     |
| ۱۶۶۴۲ | 1993 RK4         | ۱۵ سپتامبر ۱۹۹۳ |
| ۱۶۶۴۳ | 1993 RV15        | ۱۵ سپتامبر ۱۹۹۳ |
| ۱۶۶۴۴ | 1993 SH1         | ۱۶ سپتامبر ۱۹۹۳ |
| ۱۶۶۴۵ | 1993 SP3         | ۲۲ سپتامبر ۱۹۹۳ |
| ۱۶۶۴۶ | Sparrman         | ۱۹ سپتامبر ۱۹۹۳ |
| ۱۶۶۴۷ | 1993 SQ6         | ۱۷ سپتامبر ۱۹۹۳ |
| ۱۶۶۴۸ | 1993 SH7         | ۱۷ سپتامبر ۱۹۹۳ |
| ۱۶۶۴۹ | 1993 TY1         | ۱۵ اکتبر ۱۹۹۳   |
| ۱۶۶۵۰ | 1993 TE3         | ۱۱ اکتبر ۱۹۹۳   |
| ۱۶۶۵۱ | 1993 TS11        | ۱۳ اکتبر ۱۹۹۳   |
| ۱۶۶۵۲ | 1993 TT12        | ۱۳ اکتبر ۱۹۹۳   |
| ۱۶۶۵۳ | 1993 TP19        | ۹ اکتبر ۱۹۹۳    |
| ۱۶۶۵۴ | 1993 TY29        | ۹ اکتبر ۱۹۹۳    |
| ۱۶۶۵۵ | 1993 TS33        | ۹ اکتبر ۱۹۹۳    |
| ۱۶۶۵۶ | 1993 TP37        | ۹ اکتبر ۱۹۹۳    |
| ۱۶۶۵۶ | 1993 UB          | ۲۳ اکتبر ۱۹۹۳   |
| ۱۶۶۵۸ | 1993 UD1         | ۲۶ اکتبر ۱۹۹۳   |
| ۱۶۶۵۹ | 1993 UH1         | ۱۹ اکتبر ۱۹۹۳   |
| ۱۶۶۶۰ | 1993 US7         | ۲۰ اکتبر ۱۹۹۳   |
| ۱۶۶۶۱ | 1993 VS1         | ۱۱ نوامبر ۱۹۹۳  |
| ۱۶۶۶۲ | 1993 VU1         | ۱۱ نوامبر ۱۹۹۳  |
| ۱۶۶۶۳ | 1993 VG4         | ۱۱ نوامبر ۱۹۹۳  |
| ۱۶۶۶۴ | 1993 VO4         | ۹ نوامبر ۱۹۹۳   |
| ۱۶۶۶۴ | 1993 XK          | ۸ دسامبر ۱۹۹۳   |
| ۱۶۶۶۶ | Liroma           | ۷ دسامبر ۱۹۹۳   |
| ۱۶۶۶۷ | 1993 XM1         | ۱۰ دسامبر ۱۹۹۳  |
| ۱۶۶۶۸ | 1993 XN1         | ۱۵ دسامبر ۱۹۹۳  |
| ۱۶۶۶۹ | Rionuevo         | ۸ دسامبر ۱۹۹۳   |
| ۱۶۶۷۰ | 1994 AS2         | ۱۴ ژانویه ۱۹۹۴  |
| ۱۶۶۷۱ | 1994 AF3         | ۱۳ ژانویه ۱۹۹۴  |
| ۱۶۶۷۲ | Bedini           | ۱۷ ژانویه ۱۹۹۴  |
| ۱۶۶۷۳ | 1994 BF1         | ۲۳ ژانویه ۱۹۹۴  |
| ۱۶۶۷۴ | 1994 BK3         | ۱۶ ژانویه ۱۹۹۴  |
| ۱۶۶۷۵ | 1994 CY1         | ۸ فوریه ۱۹۹۴    |
| ۱۶۶۷۶ | 1994 CA5         | ۱۱ فوریه ۱۹۹۴   |
| ۱۶۶۷۷ | 1994 CT11        | ۷ فوریه ۱۹۹۴    |
| ۱۶۶۷۸ | 1994 CC18        | ۸ فوریه ۱۹۹۴    |
| ۱۶۶۷۹ | 1994 EQ2         | ۱۴ مارس ۱۹۹۴    |
| ۱۶۶۸۰ | 1994 EP3         | ۱۴ مارس ۱۹۹۴    |
| ۱۶۶۸۱ | 1994 EV7         | ۱۱ مارس ۱۹۹۴    |
| ۱۶۶۸۲ | Donati           | ۱۸ مارس ۱۹۹۴    |
| ۱۶۶۸۳ | Alepieri         | ۳ مه ۱۹۹۴       |
| ۱۶۶۸۴ | 1994 JQ1         | ۱۱ مه ۱۹۹۴      |
| ۱۶۶۸۵ | 1994 JU8         | ۸ مه ۱۹۹۴       |
| ۱۶۶۸۶ | 1994 PL9         | ۱۰ اوت ۱۹۹۴     |
| ۱۶۶۸۷ | 1994 PN20        | ۱۲ اوت ۱۹۹۴     |
| ۱۶۶۸۸ | 1994 PN21        | ۱۲ اوت ۱۹۹۴     |
| ۱۶۶۸۹ | Vistula          | ۱۲ اوت ۱۹۹۴     |
| ۱۶۶۹۰ | 1994 UR6         | ۲۸ اکتبر ۱۹۹۴   |
| ۱۶۶۹۰ | 1994 VS          | ۳ نوامبر ۱۹۹۴   |
| ۱۶۶۹۲ | 1994 VO1         | ۳ نوامبر ۱۹۹۴   |
| ۱۶۶۹۳ | Moseley          | ۲۶ دسامبر ۱۹۹۴  |
| ۱۶۶۹۳ | 1995 AJ          | ۲ ژانویه ۱۹۹۵   |
| ۱۶۶۹۳ | 1995 AM          | ۷ ژانویه ۱۹۹۵   |
| ۱۶۶۹۶ | 1995 BE7         | ۲۸ ژانویه ۱۹۹۵  |
| ۱۶۶۹۶ | 1995 CQ          | ۱ فوریه ۱۹۹۵    |
| ۱۶۶۹۶ | 1995 CX          | ۳ فوریه ۱۹۹۵    |
| ۱۶۶۹۶ | 1995 DC          | ۲۰ فوریه ۱۹۹۵   |
| ۱۶۷۰۰ | Seiwa            | ۲۲ فوریه ۱۹۹۵   |
| ۱۶۷۰۱ | 1995 DH4         | ۲۱ فوریه ۱۹۹۵   |
| ۱۶۷۰۲ | 1995 DZ8         | ۲۴ فوریه ۱۹۹۵   |
| ۱۶۷۰۳ | 1995 ER7         | ۲ مارس ۱۹۹۵     |
| ۱۶۷۰۴ | 1995 ED8         | ۷ مارس ۱۹۹۵     |
| ۱۶۷۰۵ | Reinhardt        | ۴ مارس ۱۹۹۵     |
| ۱۶۷۰۶ | Svojsik          | ۳۰ ژوئیه ۱۹۹۵   |
| ۱۶۷۰۷ | 1995 QP10        | ۱۹ اوت ۱۹۹۵     |
| ۱۶۷۰۸ | 1995 SP1         | ۲۱ سپتامبر ۱۹۹۵ |
| ۱۶۷۰۹ | 1995 SH5         | ۲۹ سپتامبر ۱۹۹۵ |
| ۱۶۷۱۰ | 1995 SL20        | ۱۸ سپتامبر ۱۹۹۵ |
| ۱۶۷۱۱ | Ka-Dar           | ۲۶ سپتامبر ۱۹۹۵ |
| ۱۶۷۱۲ | 1995 SW29        | ۳۰ سپتامبر ۱۹۹۵ |
| ۱۶۷۱۳ | 1995 SV52        | ۲۰ سپتامبر ۱۹۹۵ |
| ۱۶۷۱۴ | Arndt            | ۲۱ سپتامبر ۱۹۹۵ |
| ۱۶۷۱۵ | Trettenero       | ۲۰ اکتبر ۱۹۹۵   |
| ۱۶۷۱۶ | 1995 UX6         | ۲۱ اکتبر ۱۹۹۵   |
| ۱۶۷۱۷ | 1995 UJ8         | ۲۷ اکتبر ۱۹۹۵   |
| ۱۶۷۱۸ | 1995 UA9         | ۳۰ اکتبر ۱۹۹۵   |
| ۱۶۷۱۹ | 1995 UF45        | ۲۸ اکتبر ۱۹۹۵   |
| ۱۶۷۱۹ | 1995 WT          | ۱۷ نوامبر ۱۹۹۵  |
| ۱۶۷۲۱ | 1995 WF3         | ۱۶ نوامبر ۱۹۹۵  |
| ۱۶۷۲۲ | 1995 WG7         | ۲۴ نوامبر ۱۹۹۵  |
| ۱۶۷۲۳ | 1995 WX8         | ۲۷ نوامبر ۱۹۹۵  |
| ۱۶۷۲۴ | 1995 YV3         | ۲۸ دسامبر ۱۹۹۵  |
| ۱۶۷۲۵ | 1996 CE3         | ۱۵ فوریه ۱۹۹۶   |
| ۱۶۷۲۵ | 1996 DC          | ۱۸ فوریه ۱۹۹۶   |
| ۱۶۷۲۷ | 1996 EK2         | ۱۵ مارس ۱۹۹۶    |
| ۱۶۷۲۸ | 1996 GB18        | ۱۵ آوریل ۱۹۹۶   |
| ۱۶۷۲۹ | 1996 GA19        | ۱۵ آوریل ۱۹۹۶   |
| ۱۶۷۳۰ | Nijisseiki       | ۱۷ آوریل ۱۹۹۶   |
| ۱۶۷۳۱ | Mitsumata        | ۱۷ آوریل ۱۹۹۶   |
| ۱۶۷۳۲ | 1996 HZ16        | ۱۸ آوریل ۱۹۹۶   |
| ۱۶۷۳۳ | 1996 HM22        | ۲۲ آوریل ۱۹۹۶   |
| ۱۶۷۳۴ | 1996 HZ22        | ۲۰ آوریل ۱۹۹۶   |
| ۱۶۷۳۴ | 1996 JJ          | ۸ مه ۱۹۹۶       |
| ۱۶۷۳۶ | 1996 JW2         | ۱۳ مه ۱۹۹۶      |
| ۱۶۷۳۷ | 1996 KN1         | ۲۴ مه ۱۹۹۶      |
| ۱۶۷۳۸ | 1996 KQ1         | ۱۹ مه ۱۹۹۶      |
| ۱۶۷۳۹ | 1996 KX2         | ۲۴ مه ۱۹۹۶      |
| ۱۶۷۴۰ | 1996 KT8         | ۲۲ مه ۱۹۹۶      |
| ۱۶۷۴۱ | 1996 NZ3         | ۱۴ ژوئیه ۱۹۹۶   |
| ۱۶۷۴۱ | 1996 ON          | ۲۱ ژوئیه ۱۹۹۶   |
| ۱۶۷۴۱ | 1996 OQ          | ۲۱ ژوئیه ۱۹۹۶   |
| ۱۶۷۴۴ | Antonioleone     | ۲۳ ژوئیه ۱۹۹۶   |
| ۱۶۷۴۵ | Zappa            | ۹ اوت ۱۹۹۶      |
| ۱۶۷۴۶ | 1996 PW6         | ۸ اوت ۱۹۹۶      |
| ۱۶۷۴۷ | 1996 PS8         | ۸ اوت ۱۹۹۶      |
| ۱۶۷۴۸ | 1996 PD9         | ۸ اوت ۱۹۹۶      |
| ۱۶۷۴۸ | 1996 QE          | ۱۶ اوت ۱۹۹۶     |
| ۱۶۷۵۰ | Marisandoz       | ۱۸ اوت ۱۹۹۶     |
| ۱۶۷۵۱ | 1996 QG1         | ۱۸ اوت ۱۹۹۶     |
| ۱۶۷۵۲ | 1996 QP1         | ۲۲ اوت ۱۹۹۶     |
| ۱۶۷۵۳ | 1996 QS1         | ۲۱ اوت ۱۹۹۶     |
| ۱۶۷۵۳ | 1996 RW          | ۱۰ سپتامبر ۱۹۹۶ |
| ۱۶۷۵۵ | Cayley           | ۹ سپتامبر ۱۹۹۶  |
| ۱۶۷۵۶ | 1996 RQ11        | ۸ سپتامبر ۱۹۹۶  |
| ۱۶۷۵۷ | Luoxiahong       | ۱۸ سپتامبر ۱۹۹۶ |
| ۱۶۷۵۸ | 1996 TR1         | ۳ اکتبر ۱۹۹۶    |
| ۱۶۷۵۹ | Furuyama         | ۱۰ اکتبر ۱۹۹۶   |
| ۱۶۷۶۰ | Masanori         | ۱۱ اکتبر ۱۹۹۶   |
| ۱۶۷۶۱ | Hertz            | ۳ اکتبر ۱۹۹۶    |
| ۱۶۷۶۲ | 1996 TK10        | ۹ اکتبر ۱۹۹۶    |
| ۱۶۷۶۳ | 1996 TG12        | ۳ اکتبر ۱۹۹۶    |
| ۱۶۷۶۴ | 1996 TV14        | ۹ اکتبر ۱۹۹۶    |
| ۱۶۷۶۵ | Agnesi           | ۱۶ اکتبر ۱۹۹۶   |
| ۱۶۷۶۶ | Righi            | ۱۸ اکتبر ۱۹۹۶   |
| ۱۶۷۶۶ | 1996 US          | ۱۶ اکتبر ۱۹۹۶   |
| ۱۶۷۶۸ | 1996 UA1         | ۲۰ اکتبر ۱۹۹۶   |
| ۱۶۷۶۹ | 1996 UN1         | ۲۹ اکتبر ۱۹۹۶   |
| ۱۶۷۷۰ | 1996 UD3         | ۳۰ اکتبر ۱۹۹۶   |
| ۱۶۷۷۱ | 1996 UQ3         | ۱۹ اکتبر ۱۹۹۶   |
| ۱۶۷۷۲ | 1996 UC4         | ۲۹ اکتبر ۱۹۹۶   |
| ۱۶۷۷۳ | 1996 VO1         | ۶ نوامبر ۱۹۹۶   |
| ۱۶۷۷۴ | 1996 VP1         | ۶ نوامبر ۱۹۹۶   |
| ۱۶۷۷۵ | 1996 VB6         | ۱۵ نوامبر ۱۹۹۶  |
| ۱۶۷۷۶ | 1996 VA8         | ۳ نوامبر ۱۹۹۶   |
| ۱۶۷۷۷ | 1996 VD29        | ۱۳ نوامبر ۱۹۹۶  |
| ۱۶۷۷۸ | 1996 WU1         | ۳۰ نوامبر ۱۹۹۶  |
| ۱۶۷۷۹ | 1996 WH2         | ۳۰ نوامبر ۱۹۹۶  |
| ۱۶۷۸۰ | 1996 XT1         | ۲ دسامبر ۱۹۹۶   |
| ۱۶۷۸۱ | Rencin           | ۱۲ دسامبر ۱۹۹۶  |
| ۱۶۷۸۲ | 1996 XC19        | ۸ دسامبر ۱۹۹۶   |
| ۱۶۷۸۳ | Bychkov          | ۱۴ دسامبر ۱۹۹۶  |
| ۱۶۷۸۴ | 1996 YD2         | ۲۲ دسامبر ۱۹۹۶  |
| ۱۶۷۸۵ | 1997 AL1         | ۲ ژانویه ۱۹۹۷   |
| ۱۶۷۸۶ | 1997 AT1         | ۲ ژانویه ۱۹۹۷   |
| ۱۶۷۸۷ | 1997 AZ1         | ۳ ژانویه ۱۹۹۷   |
| ۱۶۷۸۸ | 1997 AR2         | ۳ ژانویه ۱۹۹۷   |
| ۱۶۷۸۹ | 1997 AU3         | ۳ ژانویه ۱۹۹۷   |
| ۱۶۷۹۰ | 1997 AZ4         | ۲ ژانویه ۱۹۹۷   |
| ۱۶۷۹۱ | 1997 AR5         | ۷ ژانویه ۱۹۹۷   |
| ۱۶۷۹۲ | 1997 AK13        | ۱۱ ژانویه ۱۹۹۷  |
| ۱۶۷۹۳ | 1997 AA18        | ۱۵ ژانویه ۱۹۹۷  |
| ۱۶۷۹۴ | Cucullia         | ۲ فوریه ۱۹۹۷    |
| ۱۶۷۹۵ | 1997 CA3         | ۳ فوریه ۱۹۹۷    |
| ۱۶۷۹۶ | 1997 CY16        | ۶ فوریه ۱۹۹۷    |
| ۱۶۷۹۷ | Wilkerson        | ۷ فوریه ۱۹۹۷    |
| ۱۶۷۹۸ | 1997 EL50        | ۵ مارس ۱۹۹۷     |
| ۱۶۷۹۹ | 1997 JU7         | ۳ مه ۱۹۹۷       |
| ۱۶۸۰۰ | 1997 JQ16        | ۳ مه ۱۹۹۷       |
| ۱۶۸۰۱ | Petrinpragensis  | ۲۳ سپتامبر ۱۹۹۷ |
| ۱۶۸۰۲ | Rainer           | ۲۵ سپتامبر ۱۹۹۷ |
| ۱۶۸۰۳ | 1997 SU10        | ۲۶ سپتامبر ۱۹۹۷ |
| ۱۶۸۰۴ | Bonini           | ۲۷ سپتامبر ۱۹۹۷ |
| ۱۶۸۰۵ | 1997 SE16        | ۲۷ سپتامبر ۱۹۹۷ |
| ۱۶۸۰۶ | 1997 SB34        | ۱۷ سپتامبر ۱۹۹۷ |
| ۱۶۸۰۷ | Terasako         | ۱۲ اکتبر ۱۹۹۷   |
| ۱۶۸۰۸ | 1997 TV26        | ۸ اکتبر ۱۹۹۷    |
| ۱۶۸۰۹ | Galapagos        | ۲۱ اکتبر ۱۹۹۷   |
| ۱۶۸۱۰ | Pavelaleksandrov | ۲۵ اکتبر ۱۹۹۷   |
| ۱۶۸۱۱ | 1997 UP3         | ۲۶ اکتبر ۱۹۹۷   |
| ۱۶۸۱۲ | 1997 UQ3         | ۲۶ اکتبر ۱۹۹۷   |
| ۱۶۸۱۳ | 1997 UT6         | ۲۳ اکتبر ۱۹۹۷   |
| ۱۶۸۱۴ | 1997 UY8         | ۲۹ اکتبر ۱۹۹۷   |
| ۱۶۸۱۵ | 1997 UA9         | ۲۹ اکتبر ۱۹۹۷   |
| ۱۶۸۱۶ | 1997 UF9         | ۲۹ اکتبر ۱۹۹۷   |
| ۱۶۸۱۷ | Onderlicka       | ۳۰ اکتبر ۱۹۹۷   |
| ۱۶۸۱۸ | 1997 UL24        | ۲۸ اکتبر ۱۹۹۷   |
| ۱۶۸۱۸ | 1997 VW          | ۱ نوامبر ۱۹۹۷   |
| ۱۶۸۲۰ | 1997 VA3         | ۶ نوامبر ۱۹۹۷   |
| ۱۶۸۲۱ | 1997 VZ4         | ۵ نوامبر ۱۹۹۷   |
| ۱۶۸۲۲ | 1997 VA5         | ۵ نوامبر ۱۹۹۷   |
| ۱۶۸۲۳ | 1997 VE6         | ۹ نوامبر ۱۹۹۷   |
| ۱۶۸۲۴ | 1997 VA8         | ۶ نوامبر ۱۹۹۷   |
| ۱۶۸۲۵ | 1997 VC8         | ۶ نوامبر ۱۹۹۷   |
| ۱۶۸۲۶ | 1997 WA2         | ۱۹ نوامبر ۱۹۹۷  |
| ۱۶۸۲۷ | 1997 WD2         | ۲۳ نوامبر ۱۹۹۷  |
| ۱۶۸۲۸ | 1997 WR2         | ۲۳ نوامبر ۱۹۹۷  |
| ۱۶۸۲۹ | 1997 WG7         | ۲۴ نوامبر ۱۹۹۷  |
| ۱۶۸۳۰ | 1997 WQ7         | ۱۹ نوامبر ۱۹۹۷  |
| ۱۶۸۳۱ | 1997 WM21        | ۳۰ نوامبر ۱۹۹۷  |
| ۱۶۸۳۲ | 1997 WR21        | ۳۰ نوامبر ۱۹۹۷  |
| ۱۶۸۳۳ | 1997 WX21        | ۱۹ نوامبر ۱۹۹۷  |
| ۱۶۸۳۴ | 1997 WU22        | ۳۰ نوامبر ۱۹۹۷  |
| ۱۶۸۳۵ | 1997 WT34        | ۲۹ نوامبر ۱۹۹۷  |
| ۱۶۸۳۶ | 1997 WG36        | ۲۹ نوامبر ۱۹۹۷  |
| ۱۶۸۳۷ | 1997 WM39        | ۲۹ نوامبر ۱۹۹۷  |
| ۱۶۸۳۸ | 1997 WT39        | ۲۹ نوامبر ۱۹۹۷  |
| ۱۶۸۳۹ | 1997 WT41        | ۲۹ نوامبر ۱۹۹۷  |
| ۱۶۸۴۰ | 1997 WT44        | ۲۹ نوامبر ۱۹۹۷  |
| ۱۶۸۴۱ | 1997 WY49        | ۲۶ نوامبر ۱۹۹۷  |
| ۱۶۸۴۲ | 1997 XS3         | ۳ دسامبر ۱۹۹۷   |
| ۱۶۸۴۳ | 1997 XX3         | ۴ دسامبر ۱۹۹۷   |
| ۱۶۸۴۴ | 1997 XY3         | ۴ دسامبر ۱۹۹۷   |
| ۱۶۸۴۵ | 1997 XA9         | ۷ دسامبر ۱۹۹۷   |
| ۱۶۸۴۶ | 1997 XA10        | ۵ دسامبر ۱۹۹۷   |
| ۱۶۸۴۷ | Sanpoloamosciano | ۸ دسامبر ۱۹۹۷   |
| ۱۶۸۴۸ | 1997 XN12        | ۴ دسامبر ۱۹۹۷   |
| ۱۶۸۴۸ | 1997 YV          | ۲۰ دسامبر ۱۹۹۷  |
| ۱۶۸۵۰ | 1997 YS1         | ۲۰ دسامبر ۱۹۹۷  |
| ۱۶۸۵۱ | 1997 YU1         | ۲۱ دسامبر ۱۹۹۷  |
| ۱۶۸۵۲ | Nuredduna        | ۲۱ دسامبر ۱۹۹۷  |
| ۱۶۸۵۳ | 1997 YV2         | ۲۱ دسامبر ۱۹۹۷  |
| ۱۶۸۵۴ | 1997 YL3         | ۲۰ دسامبر ۱۹۹۷  |
| ۱۶۸۵۵ | 1997 YN7         | ۲۷ دسامبر ۱۹۹۷  |
| ۱۶۸۵۶ | Banach           | ۲۸ دسامبر ۱۹۹۷  |
| ۱۶۸۵۷ | Goodall          | ۲۵ دسامبر ۱۹۹۷  |
| ۱۶۸۵۸ | 1997 YG10        | ۲۸ دسامبر ۱۹۹۷  |
| ۱۶۸۵۹ | 1997 YJ10        | ۲۸ دسامبر ۱۹۹۷  |
| ۱۶۸۶۰ | 1997 YT10        | ۲۲ دسامبر ۱۹۹۷  |
| ۱۶۸۶۱ | Lipovetsky       | ۲۷ دسامبر ۱۹۹۷  |
| ۱۶۸۶۲ | 1997 YM14        | ۳۱ دسامبر ۱۹۹۷  |
| ۱۶۸۶۳ | 1997 YJ16        | ۳۱ دسامبر ۱۹۹۷  |
| ۱۶۸۶۳ | 1998 AL          | ۵ ژانویه ۱۹۹۸   |
| ۱۶۸۶۳ | 1998 AQ          | ۵ ژانویه ۱۹۹۸   |
| ۱۶۸۶۳ | 1998 AR          | ۵ ژانویه ۱۹۹۸   |
| ۱۶۸۶۳ | 1998 AX          | ۵ ژانویه ۱۹۹۸   |
| ۱۶۸۶۸ | 1998 AK8         | ۹ ژانویه ۱۹۹۸   |
| ۱۶۸۶۹ | Kosinar          | ۱۰ ژانویه ۱۹۹۸  |
| ۱۶۸۶۹ | 1998 BB          | ۱۶ ژانویه ۱۹۹۸  |
| ۱۶۸۶۹ | 1998 BD          | ۱۶ ژانویه ۱۹۹۸  |
| ۱۶۸۶۹ | 1998 BZ          | ۱۹ ژانویه ۱۹۹۸  |
| ۱۶۸۷۳ | 1998 BO1         | ۱۹ ژانویه ۱۹۹۸  |
| ۱۶۸۷۴ | Kurtwahl         | ۲۰ ژانویه ۱۹۹۸  |
| ۱۶۸۷۵ | 1998 BD4         | ۲۰ ژانویه ۱۹۹۸  |
| ۱۶۸۷۶ | 1998 BV6         | ۲۴ ژانویه ۱۹۹۸  |
| ۱۶۸۷۷ | 1998 BW6         | ۲۴ ژانویه ۱۹۹۸  |
| ۱۶۸۷۸ | Tombickler       | ۲۴ ژانویه ۱۹۹۸  |
| ۱۶۸۷۹ | Campai           | ۲۴ ژانویه ۱۹۹۸  |
| ۱۶۸۸۰ | 1998 BW11        | ۲۳ ژانویه ۱۹۹۸  |
| ۱۶۸۸۱ | 1998 BH12        | ۲۳ ژانویه ۱۹۹۸  |
| ۱۶۸۸۲ | 1998 BO13        | ۲۴ ژانویه ۱۹۹۸  |
| ۱۶۸۸۳ | 1998 BA20        | ۲۲ ژانویه ۱۹۹۸  |
| ۱۶۸۸۴ | 1998 BL25        | ۲۸ ژانویه ۱۹۹۸  |
| ۱۶۸۸۵ | 1998 BX25        | ۲۵ ژانویه ۱۹۹۸  |
| ۱۶۸۸۶ | 1998 BC26        | ۲۹ ژانویه ۱۹۹۸  |
| ۱۶۸۸۷ | Blouke           | ۲۸ ژانویه ۱۹۹۸  |
| ۱۶۸۸۸ | Michaelbarber    | ۲۹ ژانویه ۱۹۹۸  |
| ۱۶۸۸۹ | 1998 BD27        | ۲۲ ژانویه ۱۹۹۸  |
| ۱۶۸۹۰ | 1998 BJ33        | ۲۹ ژانویه ۱۹۹۸  |
| ۱۶۸۹۱ | 1998 BQ45        | ۲۴ ژانویه ۱۹۹۸  |
| ۱۶۸۹۲ | Vaissiere        | ۱۷ فوریه ۱۹۹۸   |
| ۱۶۸۹۳ | 1998 DS3         | ۲۲ فوریه ۱۹۹۸   |
| ۱۶۸۹۴ | 1998 DP9         | ۲۲ فوریه ۱۹۹۸   |
| ۱۶۸۹۵ | 1998 DQ9         | ۲۲ فوریه ۱۹۹۸   |
| ۱۶۸۹۶ | 1998 DS9         | ۲۰ فوریه ۱۹۹۸   |
| ۱۶۸۹۷ | 1998 DH10        | ۲۲ فوریه ۱۹۹۸   |
| ۱۶۸۹۸ | 1998 DJ10        | ۲۲ فوریه ۱۹۹۸   |
| ۱۶۸۹۹ | 1998 DK10        | ۲۲ فوریه ۱۹۹۸   |
| ۱۶۹۰۰ | Lozere           | ۲۷ فوریه ۱۹۹۸   |
| ۱۶۹۰۱ | Johnbrooks       | ۲۳ فوریه ۱۹۹۸   |
| ۱۶۹۰۲ | 1998 DT14        | ۲۲ فوریه ۱۹۹۸   |
| ۱۶۹۰۳ | 1998 DD15        | ۲۲ فوریه ۱۹۹۸   |
| ۱۶۹۰۴ | 1998 DQ15        | ۲۲ فوریه ۱۹۹۸   |
| ۱۶۹۰۵ | 1998 DT21        | ۲۲ فوریه ۱۹۹۸   |
| ۱۶۹۰۶ | Giovannisilva    | ۱۸ فوریه ۱۹۹۸   |
| ۱۶۹۰۷ | 1998 DS29        | ۲۸ فوریه ۱۹۹۸   |
| ۱۶۹۰۸ | Groeselenberg    | ۱۷ فوریه ۱۹۹۸   |
| ۱۶۹۰۹ | 1998 DX33        | ۲۷ فوریه ۱۹۹۸   |
| ۱۶۹۱۰ | 1998 DE34        | ۲۷ فوریه ۱۹۹۸   |
| ۱۶۹۱۱ | 1998 EL6         | ۱ مارس ۱۹۹۸     |
| ۱۶۹۱۲ | Rhiannon         | ۲ مارس ۱۹۹۸     |
| ۱۶۹۱۳ | 1998 EK9         | ۱۱ مارس ۱۹۹۸    |
| ۱۶۹۱۴ | 1998 ER13        | ۱ مارس ۱۹۹۸     |
| ۱۶۹۱۵ | Bredthauer       | ۲۴ مارس ۱۹۹۸    |
| ۱۶۹۱۶ | 1998 FM15        | ۲۷ مارس ۱۹۹۸    |
| ۱۶۹۱۷ | 1998 FB29        | ۲۰ مارس ۱۹۹۸    |
| ۱۶۹۱۸ | 1998 FF32        | ۲۰ مارس ۱۹۹۸    |
| ۱۶۹۱۹ | 1998 FF35        | ۲۰ مارس ۱۹۹۸    |
| ۱۶۹۲۰ | Larrywalker      | ۲۰ مارس ۱۹۹۸    |
| ۱۶۹۲۱ | 1998 FZ52        | ۲۰ مارس ۱۹۹۸    |
| ۱۶۹۲۲ | 1998 FR57        | ۲۰ مارس ۱۹۹۸    |
| ۱۶۹۲۳ | 1998 FB61        | ۲۰ مارس ۱۹۹۸    |
| ۱۶۹۲۴ | 1998 FL61        | ۲۰ مارس ۱۹۹۸    |
| ۱۶۹۲۵ | 1998 FB63        | ۲۰ مارس ۱۹۹۸    |
| ۱۶۹۲۶ | 1998 FH63        | ۲۰ مارس ۱۹۹۸    |
| ۱۶۹۲۷ | 1998 FX68        | ۲۰ مارس ۱۹۹۸    |
| ۱۶۹۲۸ | 1998 FF70        | ۲۰ مارس ۱۹۹۸    |
| ۱۶۹۲۹ | Hurnik           | ۳۱ مارس ۱۹۹۸    |
| ۱۶۹۳۰ | Respighi         | ۲۹ مارس ۱۹۹۸    |
| ۱۶۹۳۱ | 1998 FO75        | ۲۴ مارس ۱۹۹۸    |
| ۱۶۹۳۲ | 1998 FG88        | ۲۴ مارس ۱۹۹۸    |
| ۱۶۹۳۳ | 1998 FV88        | ۲۴ مارس ۱۹۹۸    |
| ۱۶۹۳۴ | 1998 FA91        | ۲۴ مارس ۱۹۹۸    |
| ۱۶۹۳۵ | 1998 FX111       | ۳۱ مارس ۱۹۹۸    |
| ۱۶۹۳۶ | 1998 FJ112       | ۳۱ مارس ۱۹۹۸    |
| ۱۶۹۳۷ | 1998 FR117       | ۳۱ مارس ۱۹۹۸    |
| ۱۶۹۳۸ | 1998 FN121       | ۲۰ مارس ۱۹۹۸    |
| ۱۶۹۳۹ | 1998 FP121       | ۲۰ مارس ۱۹۹۸    |
| ۱۶۹۴۰ | 1998 GC3         | ۲ آوریل ۱۹۹۸    |
| ۱۶۹۴۱ | 1998 GR7         | ۲ آوریل ۱۹۹۸    |
| ۱۶۹۴۲ | 1998 HA34        | ۲۰ آوریل ۱۹۹۸   |
| ۱۶۹۴۳ | 1998 HP42        | ۲۳ آوریل ۱۹۹۸   |
| ۱۶۹۴۴ | Wangler          | ۲۰ آوریل ۱۹۹۸   |
| ۱۶۹۴۵ | 1998 HD46        | ۲۰ آوریل ۱۹۹۸   |
| ۱۶۹۴۶ | Farnham          | ۲۵ آوریل ۱۹۹۸   |
| ۱۶۹۴۷ | Wikrent          | ۲۱ آوریل ۱۹۹۸   |
| ۱۶۹۴۸ | 1998 HA133       | ۱۹ آوریل ۱۹۹۸   |
| ۱۶۹۴۹ | 1998 HS133       | ۱۹ آوریل ۱۹۹۸   |
| ۱۶۹۴۹ | 1998 JQ          | ۱ مه ۱۹۹۸       |
| ۱۶۹۴۹ | 1998             | KJ              |
| ۱۶۹۵۲ | Peteschultz      | ۲۲ مه ۱۹۹۸      |
| ۱۶۹۵۳ | Besicovitch      | ۲۷ مه ۱۹۹۸      |
| ۱۶۹۵۴ | 1998 KT48        | ۲۲ مه ۱۹۹۸      |
| ۱۶۹۵۵ | 1998 KU48        | ۲۳ مه ۱۹۹۸      |
| ۱۶۹۵۶ | 1998 MQ11        | ۱۹ ژوئن ۱۹۹۸    |
| ۱۶۹۵۷ | 1998 ON13        | ۲۶ ژوئیه ۱۹۹۸   |
| ۱۶۹۵۸ | Klaasen          | ۲ اوت ۱۹۹۸      |
| ۱۶۹۵۹ | 1998 QE17        | ۱۷ اوت ۱۹۹۸     |
| ۱۶۹۶۰ | 1998 QS52        | ۲۵ اوت ۱۹۹۸     |
| ۱۶۹۶۱ | 1998 QV73        | ۲۴ اوت ۱۹۹۸     |
| ۱۶۹۶۲ | Elizawoolard     | ۲۸ اوت ۱۹۹۸     |
| ۱۶۹۶۳ | 1998 RE2         | ۱۲ سپتامبر ۱۹۹۸ |
| ۱۶۹۶۴ | 1998 RD59        | ۱۴ سپتامبر ۱۹۹۸ |
| ۱۶۹۶۵ | 1998 RX79        | ۱۴ سپتامبر ۱۹۹۸ |
| ۱۶۹۶۶ | 1998 SM63        | ۲۹ سپتامبر ۱۹۹۸ |
| ۱۶۹۶۷ | Marcosbosso      | ۲۶ سپتامبر ۱۹۹۸ |
| ۱۶۹۶۸ | 1998 TT5         | ۱۳ اکتبر ۱۹۹۸   |
| ۱۶۹۶۹ | Helamuda         | ۲۹ اکتبر ۱۹۹۸   |
| ۱۶۹۷۰ | 1998 VV2         | ۱۰ نوامبر ۱۹۹۸  |
| ۱۶۹۷۱ | 1998 WJ3         | ۱۹ نوامبر ۱۹۹۸  |
| ۱۶۹۷۲ | 1998 WK11        | ۲۱ نوامبر ۱۹۹۸  |
| ۱۶۹۷۳ | Gaspari          | ۲۳ نوامبر ۱۹۹۸  |
| ۱۶۹۷۴ | 1998 WR21        | ۱۸ نوامبر ۱۹۹۸  |
| ۱۶۹۷۵ | Delamere         | ۲۷ دسامبر ۱۹۹۸  |
| ۱۶۹۷۶ | 1999 AC2         | ۶ ژانویه ۱۹۹۹   |
| ۱۶۹۷۷ | 1999 AS3         | ۱۰ ژانویه ۱۹۹۹  |
| ۱۶۹۷۸ | 1999 AN4         | ۱۱ ژانویه ۱۹۹۹  |
| ۱۶۹۷۹ | 1999 AO4         | ۱۱ ژانویه ۱۹۹۹  |
| ۱۶۹۸۰ | 1999 AP5         | ۱۲ ژانویه ۱۹۹۹  |
| ۱۶۹۸۱ | 1999 AU7         | ۱۱ ژانویه ۱۹۹۹  |
| ۱۶۹۸۲ | 1999 AS9         | ۱۰ ژانویه ۱۹۹۹  |
| ۱۶۹۸۳ | 1999 AQ21        | ۱۴ ژانویه ۱۹۹۹  |
| ۱۶۹۸۴ | Veillet          | ۱۵ ژانویه ۱۹۹۹  |
| ۱۶۹۸۵ | 1999 AE28        | ۱۱ ژانویه ۱۹۹۹  |
| ۱۶۹۸۶ | Archivestef      | ۱۵ ژانویه ۱۹۹۹  |
| ۱۶۹۸۷ | 1999 BN13        | ۲۵ ژانویه ۱۹۹۹  |
| ۱۶۹۸۸ | 1999 BK14        | ۲۳ ژانویه ۱۹۹۹  |
| ۱۶۹۸۸ | 1999 CX          | ۵ فوریه ۱۹۹۹    |
| ۱۶۹۹۰ | 1999 CS1         | ۷ فوریه ۱۹۹۹    |
| ۱۶۹۹۱ | 1999 CW4         | ۱۲ فوریه ۱۹۹۹   |
| ۱۶۹۹۲ | 1999 CU5         | ۱۲ فوریه ۱۹۹۹   |
| ۱۶۹۹۳ | 1999 CC10        | ۱۵ فوریه ۱۹۹۹   |
| ۱۶۹۹۴ | 1999 CJ14        | ۱۳ فوریه ۱۹۹۹   |
| ۱۶۹۹۵ | 1999 CX14        | ۱۵ فوریه ۱۹۹۹   |
| ۱۶۹۹۶ | Dahir            | ۱۰ فوریه ۱۹۹۹   |
| ۱۶۹۹۷ | Garrone          | ۱۰ فوریه ۱۹۹۹   |
| ۱۶۹۹۸ | Estelleweber     | ۱۰ فوریه ۱۹۹۹   |
| ۱۶۹۹۹ | Ajstewart        | ۱۰ فوریه ۱۹۹۹   |
| ۱۷۰۰۰ | Medvedev         | ۱۰ فوریه ۱۹۹۹   |